# Odessa
Odessa ([oˈdɛsa], ukrainisch Одеса, russisch Одесса [ɐˈdʲesə], jiddisch אָדעס Odes oder אַדעס Ades, englisch Odessa oder Odesa) ist eine Millionenstadt am Schwarzen Meer und das administrative Zentrum der Oblast Odessa in der Ukraine. Die Stadt mit knapp über einer Million Einwohnern (Stand 2019) ist die bedeutendste Hafenstadt des Landes. Das historische Zentrum von Odessa wurde 2023 in die Welterbe-Liste der UNESCO aufgenommen (Status: gefährdet).

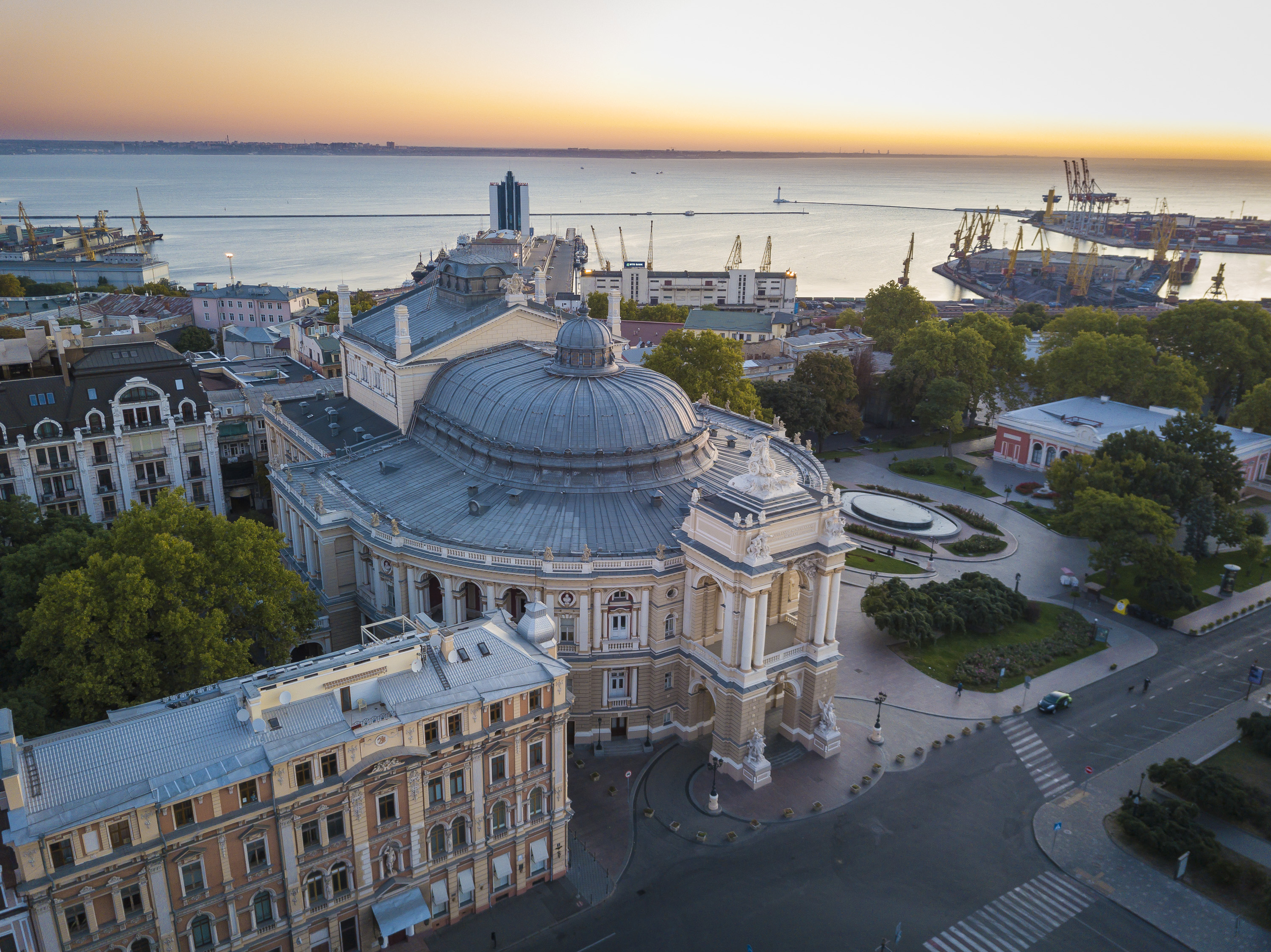
Odessa in den Morgenstunden

## Geographie

### Lage
Odessa liegt im Schwarzmeertiefland in der Südukraine, das sich als Teil der größeren Osteuropäischen Ebene in Richtung Süden immer mehr dem Meer neigt. Die Hafenstadt liegt an der nordwestlichen Küste des Schwarzen Meeres, am südwestlichen Ufer der großen Bucht von Odessa, etwa 40 km nördlich der Dnister-Mündung. Sie liegt 180 km nordwestlich der Halbinsel Krim und ca. 440 km südlich der ukrainischen Hauptstadt Kiew. Die Staatsgrenze zwischen Ukraine und der Republik Moldau verläuft nur etwa 40 km westlich der Stadt.
Die Stadt liegt auf einer mehrfach von tiefen Wasserrinnen (Balki) durchfurchten Hochfläche, die an der Küste im Bereich der Stadt und südlich von ihr etwa 30 Meter tief steil zum Meer hin abfällt. Von der Stadt aus kann der Hafen über Treppen erreicht werden.

### Stadtgliederung
Am 12. Juni 2020 wurde die Stadt zum Zentrum der neugegründeten Stadtgemeinde Odessa (Одеська міська громада, Odeska miska hromada), bis dahin bildete sie die gleichnamige Stadtratsgemeinde Odessa (Одеська міська рада/Odeska miska rada) und war direkt unter Oblastverwaltung gestellt.
Seit dem 17. Juli 2020 ist sie ein Teil des Rajons Odessa und wurde gleichzeitig dessen Hauptstadt.
Odessa gliedert sich in folgende vier Stadtrajone: Rajon Kiew, Rajon Malynowskyj, Rajon Prymorske, Rajon Suworow, vier weitere ursprünglich vorhandene Stadtrajone (Rajon Schowtnewe, Rajon Illitsch, Rajon Lenin, Rajon Zentral) wurden zum 20. März 2009 aufgelöst und auf die verbliebenen vier Rajone aufgeteilt. Jeder Rajon hat seine eigene Verwaltung, die dem Odessaer Stadtrat untersteht. Im Rajon Kiew befindet sich der 1805 von deutschen Siedlern gegründete Badeort Ljustdorf (Tschornomorka).

### Klima
In Odessa herrscht ein humides mediterranes Klima (nach Köppen und Geiger Cfa). Die Wassertemperatur liegt im Jahresdurchschnitt zwischen 13 und 14 °C, zwischen Januar und März bei 6 °C und im August bei 24 °C.
|                        | Jan  | Feb  | Mär | Apr  | Mai  | Jun  | Jul  | Aug  | Sep  | Okt  | Nov  | Dez  |   |      |
| Mittl. Temperatur (°C) | −0,9 | 0,5  | 4,8 | 10,8 | 17,4 | 21,9 | 24,5 | 24,2 | 18,3 | 11,7 | 6,5  | 1,6  | ⌀ | 11,8 |
| Mittl. Tagesmax. (°C)  | 1,7  | 3,7  | 8,8 | 15,3 | 22,1 | 26,3 | 29,0 | 28,9 | 22,6 | 15,4 | 9,2  | 4,1  | ⌀ | 15,7 |
| Mittl. Tagesmin. (°C)  | −3,7 | −2,7 | 0,7 | 6,0  | 12,2 | 16,8 | 19,3 | 19,1 | 13,9 | 8,1  | 3,8  | −1,0 | ⌀ | 7,8  |
|                        |      |      |     |      |      |      |      |      |      |      |      |      |   |      |
| Niederschlag (mm)      | 38   | 31   | 34  | 34   | 38   | 46   | 35   | 38   | 40   | 38   | 35   | 34   | Σ | 441  |
|                        |      |      |     |      |      |      |      |      |      |      |      |      |   |      |
| Sonnenstunden (h/d)    | 3,3  | 4,1  | 6,8 | 9,7  | 11,8 | 12,7 | 12,9 | 11,9 | 9,2  | 6,1  | 3,6  | 3,4  | ⌀ | 8    |
|                        |      |      |     |      |      |      |      |      |      |      |      |      |   |      |
| Regentage (d)          | 5    | 4    | 6   | 6    | 6    | 5    | 4    | 4    | 4    | 4    | 5    | 5    | Σ | 58   |
|                        |      |      |     |      |      |      |      |      |      |      |      |      |   |      |
| Wassertemperatur (°C)  | 4,3  | 3,1  | 4,2 | 8,7  | 15,9 | 21,3 | 23,9 | 24,4 | 20,6 | 16,0 | 11,5 | 7,3  | ⌀ | 13,5 |
|                        |      |      |     |      |      |      |      |      |      |      |      |      |   |      |
| Luftfeuchtigkeit (%)   | 81   | 78   | 73  | 68   | 61   | 58   | 55   | 52   | 61   | 71   | 80   | 79   | ⌀ | 68   |

| −3,7 |

| −2,7 |

| 0,7 |

| 6,0 |

| 12,2 |

| 16,8 |

| 19,3 |

| 19,1 |

| 13,9 |

| 8,1 |

| 3,8 |

| −1,0 |

| −3,7 |

| −2,7 |

| 0,7 |

| 6,0 |

| 12,2 |

| 16,8 |

| 19,3 |

| 19,1 |

| 13,9 |

| 8,1 |

| 3,8 |

| −1,0 |

## Geschichte

### Etymologie
Der Ursprung des Namens Odessa ist nicht eindeutig geklärt. Eine populäre Legende besagt, er sei von der antiken griechischen Stadt Odessos (heute Warna) abgeleitet – möglicherweise aufgrund einer Verwechslung, da Warna zwar ebenfalls am Schwarzen Meer, allerdings in Bulgarien liegt. Einer anderen Erklärung zufolge stammt der Name von der türkischen Bezeichnung Jedisan für die Region ab, die „sieben Flaggen“ oder „sieben Titel“ bedeutet und auf die Jedisan-Sippe der Nogaier-Horde zurückgeht, die wiederum aus sieben Untergruppen bestand.

### Vorgeschichte

Pantikapeon und andere griechischen Kolonien an der Nordküste des Schwarzen Meeres

In der Antike lebten in dem Gebiet verschiedene Steppenvölker wie die Skythen und Sarmaten sowie der thrakische Stamm der Tyrageten. Griechische Siedler gründeten die antike Stadt Borysthenes. Im ersten Jahrhundert vor Christus gelangte es unter dakische Herrschaft. Im Frühmittelalter war das Gebiet von ostslawischen Stämmen (Tiwerzen und Duleben) bewohnt, die mit der Zeit von türkischen Nomadenvölkern wie den Petschenegen und Kumanen verdrängt wurden.

### Hacıbey

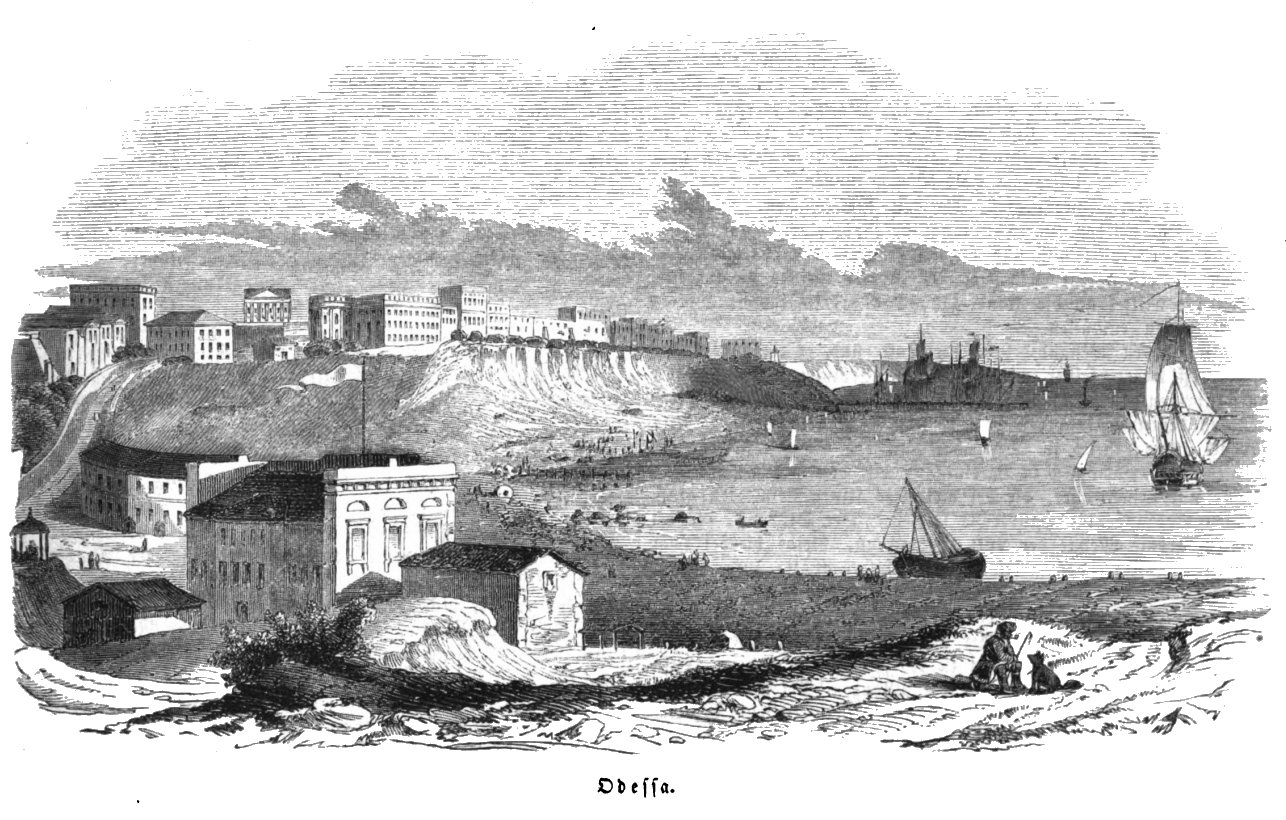
Odessa (1854)

Die durch den Khan der Krim Hacı gegründete Siedlung Hacıbey (Hadschi Bej, Khadzhibei) wurde erstmals 1415 erwähnt, als der Hafen der Siedlung, aus dem Getreide exportiert wurde, bereits relativ groß war. Auf dem Siedlungsgelände lag eine große Burg, deren Überreste bis Mitte des 18. Jahrhunderts erhalten blieben. Khan Hacı trat das Gebiet an das Großfürstentum Litauen ab und 1562 ging es an das Osmanische Reich.
Um 1764 wurde nahe Hacıbey die Festung „Yeni Dünya“ („Jeni-Dünja“, zu deutsch „Neue Welt“), errichtet. Am 14. September 1789 wurde diese von russischen Truppen unter dem Befehl des katalanisch-neapolitanischen Generalmajors in kaiserlich russischen Diensten José de Ribas (1749–1800) im Russisch-Türkischen Krieg von 1787 bis 1792 in kurzer Zeit eingenommen.

### Gründung von Odessa

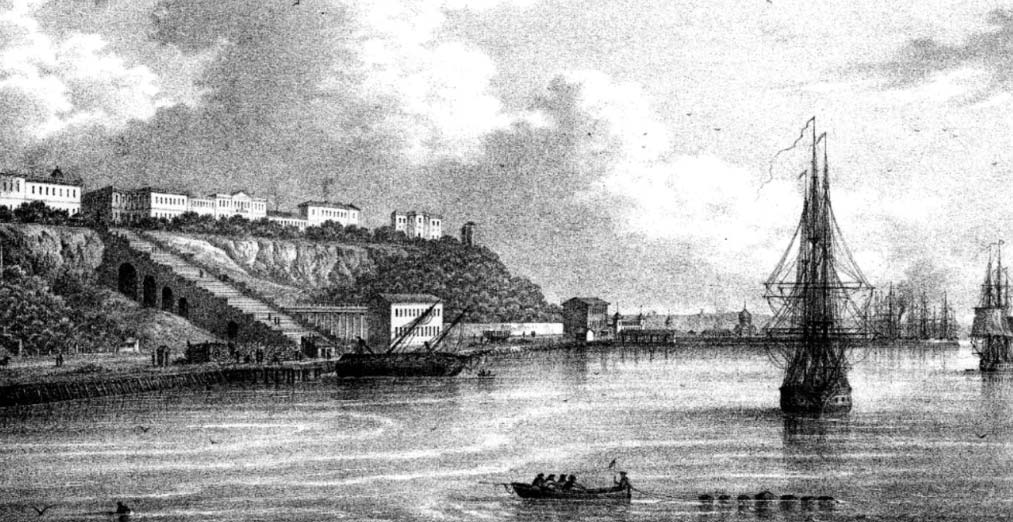
Hafen von Odessa um 1850, links Potemkinsche Treppe

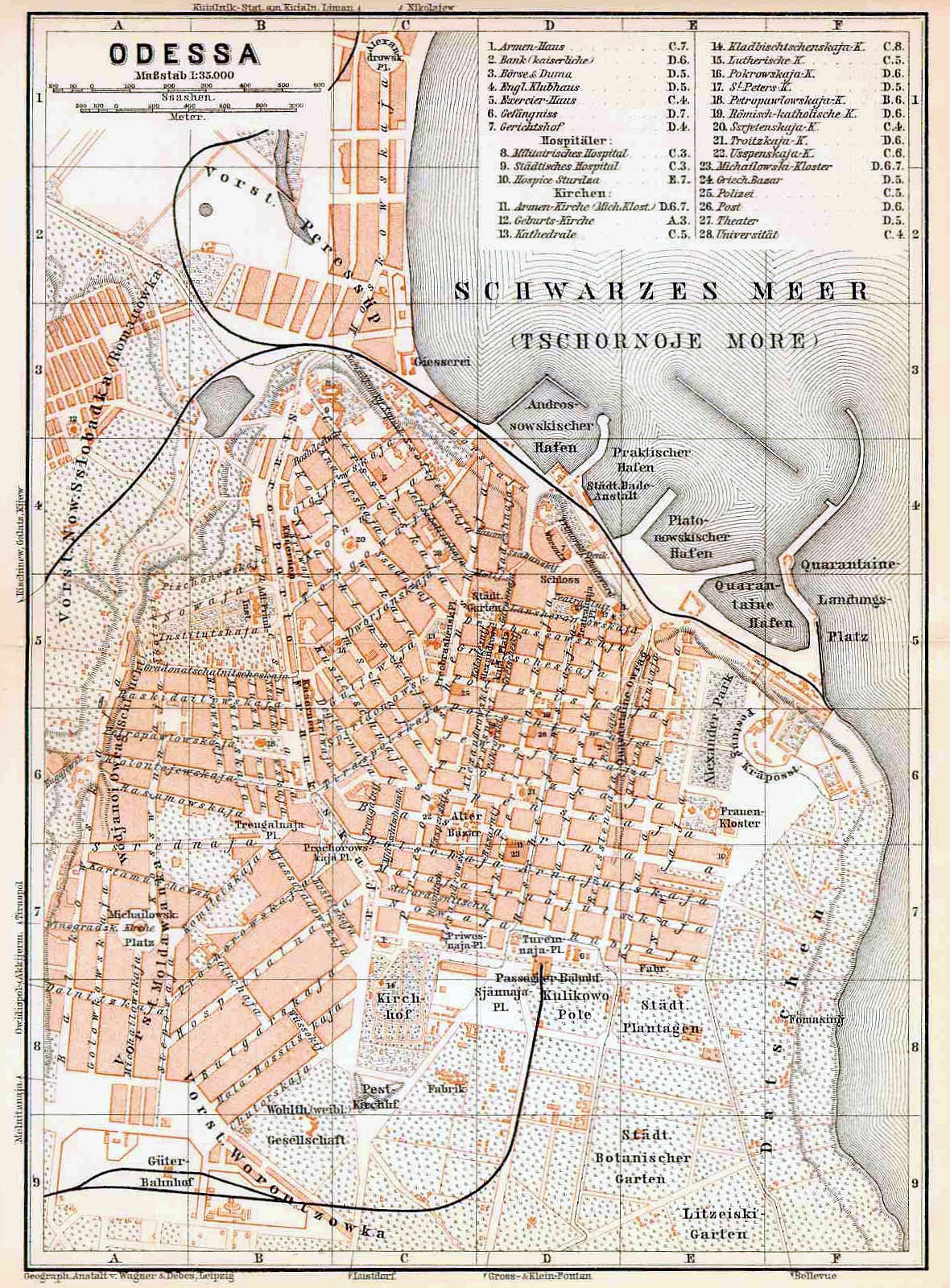
Odessa 1892

1792 ging das Gebiet östlich des Dnister mit dem Frieden von Jassy an das Russische Kaiserreich. 1794 wurde auf Anweisung Katharina II. die Stadt Odessa nahe der Festung Jeni Dünja gegründet. Es sollte ein leistungsfähiger Militärhafen für den Schwarzmeer- und Mittelmeerraum geschaffen werden.
Die neue Stadt wurde ein großer Erfolg. Der erste Statthalter wurde José de Ribas (1794–1797), der mit dem Militäringenieur François Sainte de Wollant die Grundlage für die weitere Entwicklung schuf. 1803 übernahm Herzog Armand du Plessis die Leitung der Stadt. Ihm verdankt die Stadt viel, die Anlagen und die Infrastruktur, auf ihn gehen die langen unterirdischen Gänge, die Katakomben, zurück.
Auch seinem Nachfolger, Graf Alexandre Andrault de Langeron verdankt Odessa viel, so gründete er 1817 das Lyceum Richelieu (später dann Kaiserliche Neurussland-Universität) und erklärte Odessa zu einem Freihafen.
Zwischen 1803 und 1818 bestand das Fürsorgekontor Neurussland als Kanzlei für die Neurussland-Siedler im Gebiet von Odessa. Sie war 1818 für etwa 15.500 nichtrussische Siedler zuständig. Dazu gehörten die nordwestlich gelegenen Siedlungen der Schwarzmeerdeutschen mit den vier Distrikten: Liebenthal, Beresan, Kutschurgan und Glücksthal und verschiedene einzelne deutsche Dörfer, sowie die bulgarischen und griechischen Distrikte: Ternowka, Bujalik und Parkani. Zusätzlich wurden vier schwedische, neun jüdische und das serbische Dorf Zetin verwaltet. Nach 1818 wurde die Kanzlei zu einer regionalen Niederlassung des Fürsorgekomitees für ausländische Siedler in Cherson. Sie wurde 1833 geschlossen.

### Entwicklung Odessas
Ihren Aufschwung als moderne Hafenstadt nahm Odessa nach 1823 unter dem Generalgouverneur von Neurussland und Bessarabien, Graf Michail Semjonowitsch Woronzow. Er machte die Stadt zu seinem Verwaltungssitz, engagierte westeuropäische Ingenieure und Ärzte und organisierte viele städtebauliche Projekte. Er gründete ein Theater, eine öffentliche Bibliothek, ein Lyzeum, ein Institut für orientalische Sprachen, verschiedene wissenschaftliche Gesellschaften und protegierte englische und französische Lokalzeitungen. Zwischen 1823 und 1849 verdoppelte sich die Bevölkerung Odessas.

1856 wurde die Stadt Hauptsitz der Russischen Gesellschaft für Dampfschifffahrt und Handel (russisch: Русское Oбщество Пароходства и Торговли), einer börsennotierten Schifffahrtsgesellschaft, deren Aktien an der St. Petersburger Börse gehandelt wurden.
Der russische Dichter Alexander Puschkin lobte in der Erzählung Eugen Onegin die Freiheit und Ungezwungenheit in der Stadt.
Von 1867 bis 1878 war Nikolai Alexandrowitsch Nowosselski Stadthaupt Odessas, der von einer konzessionierten britischen Gesellschaft die Wasserleitung und Kanalisation anlegen ließ. Von 1878 bis 1895 stand Grigori Marasli an der Spitze der Stadt. Er war der Sohn eines in Odessa zu Wohlstand gekommenen griechischen Getreidehändlers und Förderers des in Odessa 1814 gegründeten griechischen Geheimbundes Filiki Eteria. Marasli finanzierte mit Teilen seines ererbten Vermögens eine Vielzahl von öffentlichen Bauten in Odessa. Das Schulwesen wurde durch Maraslis Vertreter und Nachfolger Walerian Nikolajewitsch Ligin wesentlich verbessert.

### Russische Revolution 1905
Auf dem russischen Linienschiff Fürst Potjomkin von Tauris (rus. Knjas Potjomkin Tawritscheski) der Schwarzmeerflotte kam es am 27. Juni 1905 zur Meuterei. Das von den Meuterern übernommene Schiff lief in den Hafen von Odessa ein, aber die Matrosen unterstützten nicht einen zu dieser Zeit stattfindenden Generalstreik in der Stadt, der Teil der Russischen Revolution von 1905 war. Das Ereignis war Grundlage für den Film Panzerkreuzer Potemkin.

### Ukrainische Volksrepublik
Die Ukrainische Volksrepublik wurde im Verlauf des Russischen Bürgerkriegs gegründet. Odessa wurde von Januar bis März 1918 von der sowjetischen Rumtscherod regiert. 
Durch den Friedensvertrag von Brest-Litowsk vom 3. März 1918 wurde die Volksrepublik, einschließlich der Stadt Odessa, offiziell unabhängig. Truppen des Deutschen Kaiserreichs besetzten während der Operation Faustschlag Teile der Ukraine.

### Russischer Bürgerkrieg 1918–1919

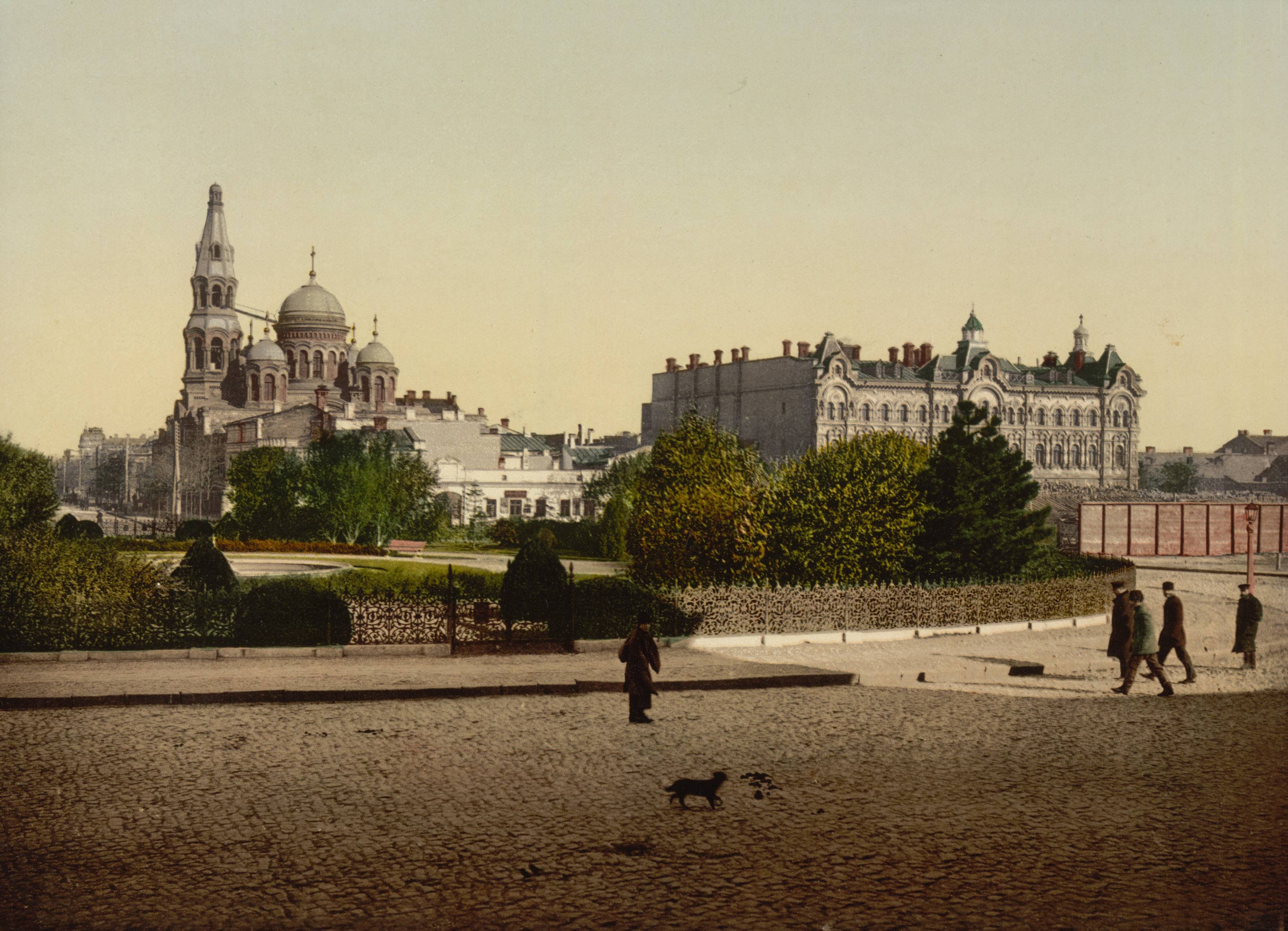
Odessa Anfang des 20. Jahrhunderts

Von März bis Dezember 1918 hielten sich Truppen der Mittelmächte in der Ukrainischen Volksrepublik auf. Der südliche Teil des Landes und damit Odessa wurde von den Österreichern bis zum Ende von Österreich-Ungarn kontrolliert. Die Verantwortlichen waren erst Eduard von Böhm-Ermolli und danach Alfred Krauß. Gouverneur von Odessa war Eduard von Böltz.
Nach deren Rückzug (Deutschland hatte am 11. November 1918 einen Waffenstillstand mit Großbritannien und Frankreich geschlossen; Österreich-Ungarn war zerfallen) eroberte die Entente Odessa. Das Ziel war unter anderem die Unterstützung von Anton Iwanowitsch Denikin, General der Weißen Armee. Französische, griechische und einige wenige polnische, rumänische und freiwillige russische Truppen landeten in Odessa an und blieben dort vom 18. Dezember 1918 bis zum 8. April 1919. General Borius war Militärgouverneur von Odessa. Nach einer schweren Niederlage der Alliierten in Cherson zogen sich die Franzosen zurück. Grund war ein drohender Hungeraufstand in der Stadt. Im Frühling 1919 kam es auf den französischen Kriegsschiffen France und Jean Bart im Schwarzen Meer unter der Führung von André Marty zum Aufstand in der französischen Schwarzmeerflotte.

Danach übernahm Denikin die Stadt, und die griechische Bevölkerung Odessas wurde mit Schiffen evakuiert. General Lucjan Żeligowski führte seine polnische Division, die im Gebiet um den Fluss Kuban operierte, ebenfalls aus Russland via Odessa heraus.

### Ukrainische SSR
Ab 1920 war Odessa Teil der Ukrainischen SSR und ab 1922 der Sowjetunion.
Der Hungersnot von 1932/1934, dem Holodomor, fielen auch in Odessa viele Menschen zum Opfer. So sollen im ersten Halbjahr 1933 in der Oblast Odessa täglich nur 830 kcal pro Person zur Verfügung gestanden haben, was etwa die Hälfte des als notwendig betrachteten Grundumsatzes ist.
Odessa lag 1941 bei Beginn des Deutsch-Sowjetischen Krieges im Angriffsbereich der rumänischen 4. Armee, die gegen die verteidigende sowjetische 9. Armee rasch Erfolge erzielte. Als die Rumänen am 5. August 1941 die Stadt erreichten, begann die Schlacht um Odessa. Die sowjetische Führung erklärte Odessa zur Verteidigungszone, in der sich Reste der zurückflutenden Truppen mit den etwa 35.000 Verteidigern (Marine und Freiwillige) einigelten. Die „Unterstadt“ (höhlenartige Steinbrüche) wurde zur Deckung genutzt. Weiter über See verstärkt, konnte die Garnison alle rumänischen Angriffe bis zum Oktober abwehren. Da die Rumänen trotz starker Übermacht kaum vorankamen, wurde der Oberbefehlshaber der rumänischen Belagerer, Korpsgeneral Nicolae Ciupercă, am 9. September 1941 abgelöst und durch den bisherigen Kriegsminister General Iosif Iacobici ersetzt. Die Lage für die Verteidiger wurde wegen des deutschen Vormarschs Richtung Krim schließlich aussichtslos, so dass Odessa ab dem 1. Oktober geräumt wurde. Die sowjetische Schwarzmeerflotte brachte bis zum 16. Oktober 1941 70.000 Soldaten und 15.000 Zivilisten nach Sewastopol.
Daraufhin wurde Odessa von 1941 bis 1944 von rumänischen und deutschen Truppen besetzt. Die Stadt war ab Dezember 1941 Sitz des rumänischen Hauptquartiers von Transnistrien. Während der Besatzungszeit wurden etwa 60.000 Einwohner ermordet oder deportiert, die meisten waren Juden. Besonders das Massaker vom 23. bis zum 25. Oktober 1941 blieb in Erinnerung. Bei einer Explosion im rumänischen Hauptquartier in Odessa starben insgesamt 61 Personen, einschließlich des rumänischen Generals Glogojeanu. Ministerpräsident Ion Antonescu gab daraufhin den Befehl, als Vergeltung für jeden getöteten Offizier 200 und für jeden Soldaten 100 Juden oder Kommunisten zu töten. Daraus entwickelte sich ein Massaker, bei dem etwa 30.000 Juden getötet wurden. Der erste von mehreren Kriegsverbrecherprozessen gegen zunächst 38 Täter begann unmittelbar nach Kriegsende am 14. Mai 1945 in Bukarest, mit Haftstrafen bis zu 25 Jahren.
Im März 1944 erhielt die 3. Ukrainische Front unter General Malinowski, die bereits am Südlichen Bug hielt, den Auftrag, zum Dnister vorzustoßen und Odessa einzunehmen. Ende März 1944 gingen aus mehreren Brückenköpfen am rechten Bug-Ufer drei sowjetische Armeen gegen die deutsche 6. Armee vor. Diese konnte sich unter General de Angelis nur hinhaltend verteidigen, zumal sie im Rücken von starker Partisanentätigkeit bedroht war. Am 10. April 1944 musste sie Odessa räumen und hinter den Dnister zurückgehen. Mit dem Verlust dieses Hafens zeichnete sich das Ende der deutschen Kriegführung im Schwarzen Meer ab.
Kriegsgefangenenlager 159 
Auf Befehl des NKWD vom 3. Juli 1944 Nr. 00756 wurden in Odessa im Verlauf des Sommers und Herbstes 1944 unter der Lagerverwaltung 159 acht Lagerabteilungen für bis zu insgesamt 12.000 Kriegsgefangene eingerichtet. Die Zahl der Lagerabteilungen änderte sich in der Folgezeit nach Möglichkeiten und Bedürfnissen – vor allem denen des Arbeitseinsatzes. Bis Ende des Jahres 1946 waren 14 Lagerabteilungen mit einer Belegung von 10.800 Mann geplant. Tatsächlich befanden sich im Januar 1947 12.102 Kriegsgefangene im Lager 159, auf 16 Abteilungen verteilt und hauptsächlich beim Wiederaufbau des Kriegshafens Odessa, der Werften, des Landmaschinenbaus und anderer Industrien eingesetzt.
Ende 1948 wurde das bis dahin selbständige Kriegsgefangenenlager 126 Nikolajew als Lagerabteilung 7 verwaltungsmäßig dem Lager 159 Odessa angegliedert. Über die Todesrate im Lager liegen nur bruchstückhafte Angaben vor. So sind im Berichtsabschnitt des medizinischen Dienstes für das (vermutlich letzte) Quartal des Jahres 1944 654 Tote verzeichnet, die auf den physischen wie psychischen Erschöpfungszustand, auf ungeheizte Unterkünfte und schlechte Ernährung zurückgeführt wurden. Das ergäbe bei der andernorts erwähnten Belegung mit 11.687 Mann eine Todesrate von 5,6 % bzw. aufs Jahr hochgerechnet 22 %. Für das Jahr 1946 werden 66 Tote – an anderer Stelle 81 Tote – genannt, was 0,08 % der Lagerbelegung entsprechen soll.
Insgesamt durchliefen 68.256 Kriegsgefangene das Lager 159, darunter 26.331 deutsche, 2584 österreichische, 13.496 rumänische und 12.563 ungarische. Diese im Vergleich zum Bestand sehr viel höhere Zahl ist unter anderem darauf zurückzuführen, dass in Odessa die Repatriierung konzentriert war.

### Die Stadt als Teil der unabhängigen Ukraine
Seit ihrer Unabhängigkeitserklärung im Dezember 1991 gehört Odessa zur unabhängigen Ukraine.
Odessa ist eine der Städte, in die die OSZE am 21. März 2014 Beobachter entsandte. In den Tagen und Wochen davor war es in Odessa zu prorussischen Protesten gekommen, bei denen Demonstranten ein Referendum nach dem Vorbild der Krim gefordert hatten. Am 2. Mai 2014 kam es in der Stadt zu schweren Ausschreitungen mit 48 Todesopfern und über 200 Verletzten.
Seit der Annexion der Krim und damit der Stadt Sewastopol durch Russland ist Odessa das Hauptquartier der Ukrainischen Seestreitkräfte.
Nach der Invasion der russischen Streitkräfte in der Ukraine 2022 blieb Odessa in den ersten Kriegswochen weitgehend verschont. Die Stadt gilt als militärisch wichtig, da sie mit ihrem Seehafen einen wichtigen Brückenkopf bildet und etliche Bahnlinien in die ganze Ukraine dort zusammenlaufen.
Die russische Offensive kam vor Mykolajiw für lange Zeit zum Stehen. Dem größten Freiluftmarkt Europas, dem „7. Kilometer“ („Promrynke 7 km“), ging nach Monaten, in welchen kein Handelsschiff im Hafen anlegte, mehr und mehr die Ware aus. Bis Anfang August 2022 blieb Odessa zwar nicht ganz von russischen Raketenangriffen verschont, aber die Schäden waren niemals vergleichbar mit anderen Städten; der bis zu diesem Zeitpunkt blutigste Angriff kostete Anfang Juli 2022 20 Menschen das Leben. Erstmals nach Kriegsbeginn im Februar fuhr Anfang August 2022 ein Getreidefrachter aus dem Hafen von Odessa. Aufgrund der getroffenen Vereinbarung hoffte man zum Beginn drei Schiffe pro Tag beladen zu können.
Im Zusammenhang mit der Aufkündigung des Getreideabkommens durch Russland wurde insbesondere der Hafen von Odessa ab Mitte Juli 2023 häufiges Ziel von Luftangriffen. Beim bisher schwersten Angriff seit Kriegsbeginn wurden in der Nacht zum 23. Juli 2023 zahlreiche Gebäude in der historischen Innenstadt, darunter die orthodoxe Verklärungskathedrale, schwer beschädigt.

## Demographie

### Überblick
Die Geschichte der Stadt ist traditionell von vielen Völkern und Konfessionen geprägt. Historisch gesehen bildeten Russen und Juden lange Zeit die größten Bevölkerungsgruppen in der Stadt. Im Jahr 1900 hatte Odessa 449.673 Einwohner, darunter ca. 133.000 Juden (29 %) und 7000 Deutsche; zahlreich vertreten waren auch Franzosen, Italiener, Griechen, Südslaven und Armenier. Seit Mitte des 20. Jahrhunderts stellen die Ukrainer jedoch die größte Gruppe in Odessa dar.
Die Ukrainer stellten im Jahr 2001 mit 61,6 % die Mehrheit der Einwohner. Zweitgrößte Bevölkerungsgruppe waren mit 29 % die Russen. Es gibt signifikante Minderheiten von Bulgaren (1,3 %), Juden (1,2 %), Rumänen (Moldauer) (0,7 %) und Belarussen (0,6 %). Daneben leben in der Stadt noch zahlreiche Griechen, Albaner, Deutsche, Armenier, Georgier, Tataren, Gagausen, Araber und Türken. Insgesamt sollen es mehr als 130 Nationalitäten sein.

### Jüdische Bevölkerung

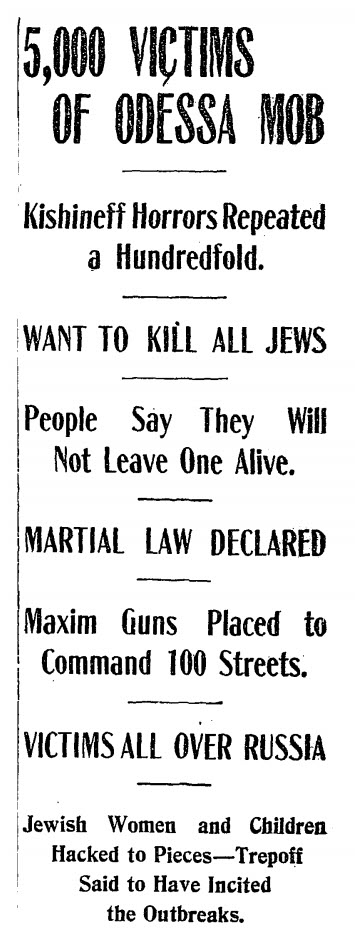
„Jüdische Frauen und Kinder in Stücke gehackt“. Schlagzeile der New York Times vom 3. November 1905

Viele Juden verließen Polen nach den Teilungen von 1793 und 1795 in Richtung Odessa, so dass zu Beginn des 19. Jahrhunderts die Bevölkerung zu etwa 30 % aus Juden bestand. 1821 kam es in Odessa bei der Beerdigung des Patriarchen von Konstantinopel Gregor V. zum ersten Judenpogrom, bei dem 14 Juden getötet wurden. Dem folgten weitere Pogrome 1859, 1871, 1881 und 1905.
Berühmt war Anfang des 20. Jahrhunderts das Stadtviertel Moldawanka, damals ein Zentrum jüdischen Lebens, aber auch berüchtigt für seine Kriminalität. Ein literarisches Denkmal setzte Isaak Babel dem dortigen Leben mit seinen Geschichten aus Odessa.
Odessa war im späten 19. und frühen 20. Jahrhundert ein Zentrum des jüdischen intellektuellen Lebens. Der jüdische Dichter Chaim Bialik, der Maler Yitzhak Frenkel, der erste Bürgermeister von Tel Aviv Meir Dizengoff und andere lebten oder arbeiteten in der Stadt.

### Sprache
In Odessa wird Ukrainisch und Russisch gesprochen. Russisch war aufgrund der kulturellen und historischen Siedlungsgeschichte der Region bis zum russischen Überfalls auf die Ukraine 2022 die weitestverbreitete Sprache der Stadt. Im offiziellen Zensus aus dem Jahr 2001 gaben 65 % der Einwohner Russisch als Muttersprache an. Eine 2015 veröffentlichte Befragung des International Republican Institute ergab, dass in Odessa 93 % der Einwohner zuhause Russisch sprechen.
Russisch war infolge der im Russischen Kaiserreich und in der Sowjetunion betriebenen Russifizierung der Ukraine bis 1991 Amtssprache des gesamten Landes, verlor nach der Unabhängigkeit jedoch diese Stellung zu Gunsten des Ukrainischen. 2012 wurde Russisch in der Oblast Odessa (als erste von insgesamt neun Regionen des Landes mit einem Anteil von mindestens 10 Prozent russischer Muttersprachler) im Rahmen des Neuen Sprachgesetzes und zur Anpassung der ukrainischen Gesetzgebung an europäische Standards als regionale Amtssprache wieder eingeführt.
Aufgrund des russischen Angriffs und der hierdurch ausgelösten Stärkung des ukrainischen Patriotismus auch unter russischstämmigen Odessiten hat das Russische seit Kriegsbeginn viel seiner bisherigen Popularität verloren, gleichzeitig stieg die Nachfrage nach Ukrainisch-Sprachkursen.
Das Jiddische spielte in der jüngeren Geschichte der Stadt eine große Rolle. Es wurde bis zum Holocaust von mehr als einem Drittel der Odessiten gesprochen und war damit in Odessa zeitweise weiter verbreitet als das Ukrainische. Auch nach dem Zweiten Weltkrieg verblieb in der Stadt noch eine bedeutende jüdische Minderheit, die die Sprache am Leben erhielt. Durch Emigration nach 1991 ist das Jiddische in Odessa aber endgültig weitgehend verschwunden.
Das in Odessa gesprochene Russisch zeichnet sich durch einige spezifische Besonderheiten aus, unter anderem durch etliche Ukrainismen und speziell durch viele Lehnwörter aus dem Jiddischen. Das spezifische odessitische Russisch spielt eine wichtige Rolle in der Identität der Stadt. Es wurde besonders durch Isaak Babels Geschichten aus Odessa einem breiteren Publikum bekannt gemacht und fand seitdem Erwähnung in zahlreichen Filmen und Büchern. Die Verbreitung dieses Regiolekts ist, bedingt durch Emigration größerer Teile der historischen Stadtbevölkerung, inzwischen aber rückläufig.
| Jahr | Einwohner | Anmerkungen |
| ---- | --------- | --- |
| 1750 | 002.000   | |
| 1799 | 004.147   | in 506 steinernen Häusern und 233 Hütten (Zemljanki), sechs Jahre nach Stadtgründung                                               |
| 1800 | 006.000   | |
| 1803 | 008.000   | [ 34 ] |
| 1808 | 010.000   | [ 34 ] |
| 1812 | 025.000   | [ 34 ] |
| 1829 | 039.379   | ein Neuntel Ausländer |
| 1833 | 050.312   | in 6494 Wohngebäuden verschiedener Größe                                                                                           |
| 1849 | 086.729   | |
| 1856 | 101.320   | ein Achtel Ausländer |
| 1860 | –         | nur 80.359 Einheimische |
| 1865 | 130.000   | 3532 Privathäuser |
| 1897 | 403.815   | [ 35 ] |
| 1900 | 449.673   | meist Russen; ca. 133.000 Juden (29 %); 7.000 Deutsche, außerdem zahlreiche Franzosen, Italiener, Griechen, Südslaven und Armenier |
| 1910 | 506.600   | |
| 1912 | 500.000   | |

| Jahr      | 1923    | 1926    | 1939    | 1959    | 1970    | 1979      | 1989      | 2001      | 2010      | 2019      | 2022      |
| --------- | ------- | ------- | ------- | ------- | ------- | --------- | --------- | --------- | --------- | --------- | --------- |
| Einwohner | 314.840 | 411.416 | 601.651 | 667.182 | 891.546 | 1.046.133 | 1.115.371 | 1.029.049 | 1.009.204 | 1.013.159 | 1.010.537 |

### Gesundheit
Odessa hatte 2007 und 2011 eine der höchsten HIV-Infektionsraten in Europa.
Die COVID-19-Pandemie in der Ukraine begann Anfang 2020. Stand 29. Mai 2022 wurden 112.459 COVID-Tote in der Ukraine registriert.

### Religion
Die Mehrheit der Bevölkerung ist christlich-orthodox. Odessa ist Bischofssitz der Deutschen Evangelisch-Lutherischen Kirche der Ukraine und seit 2002 Sitz eines römisch-katholischen Bischofs (Bistum Odessa-Simferopol). Daneben gibt es eine signifikante jüdische Gemeinde.

## Wirtschaft, Messen, Bildung

### Überblick
Über die Häfen in Odessa werden fast die Hälfte der Ex- und Importe der Ukraine abgewickelt.
Schiffbau, Ölraffinerien, Chemie, Metallverarbeitende Betriebe, Nahrungsgüterproduktion, Fischfang und Tourismus sind die Grundlagen der Odessaer Wirtschaft.
Bekannt ist der Markt „Promrynke 7 km“, häufig nur als „7. km“ bezeichnet. Er wird auf derzeit 70 ha Fläche vor allem aus zahlreichen aneinander gereihten Containern gebildet und beherbergt so mehr als 15.000 Händler und Geschäfte. Seinen Namen hat er daher, dass er sich bei Straßenkilometer 7 an der Straße Odessa–Owidiopol befindet.

### Verkehr

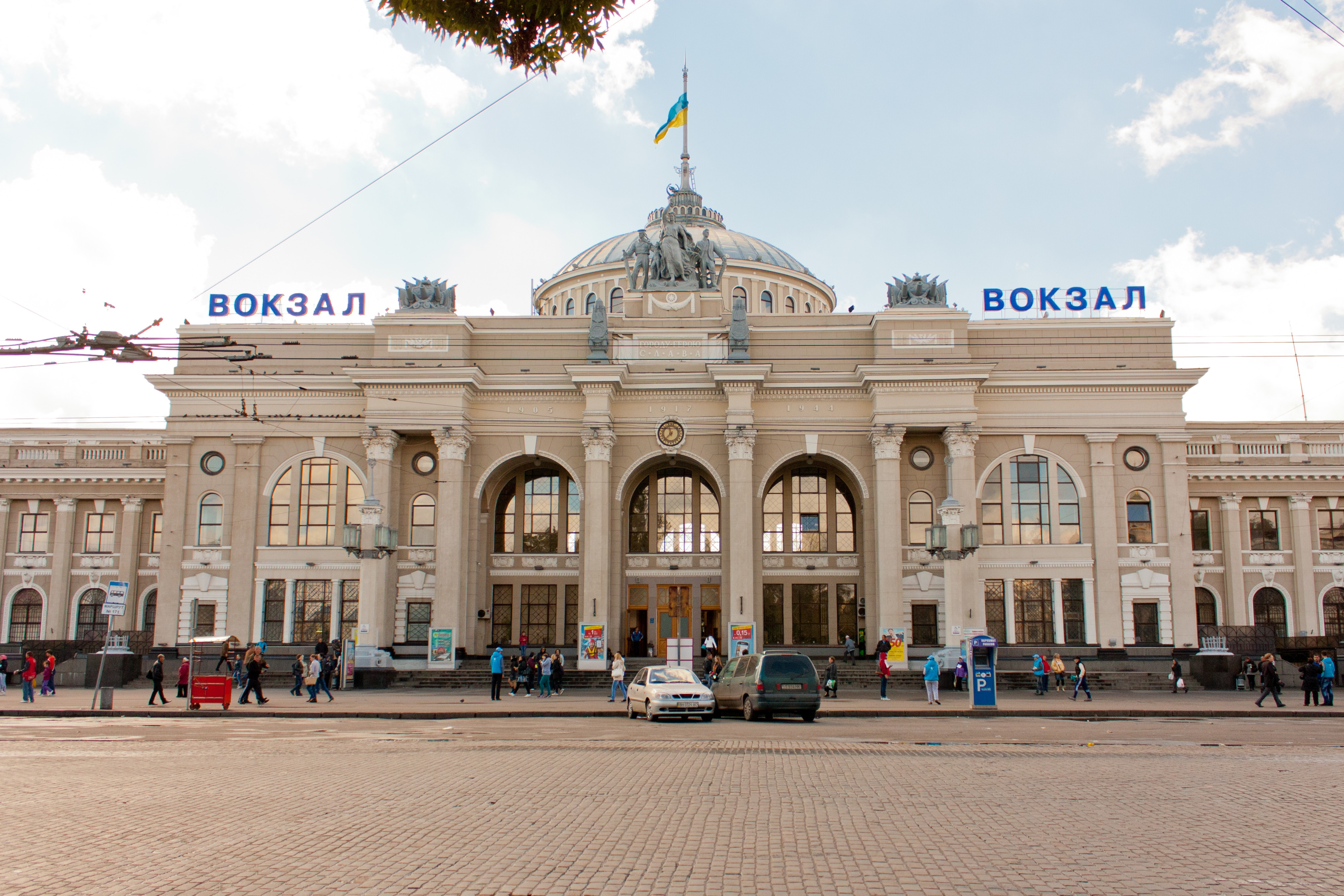
Bahnhof Odessa-Holowna

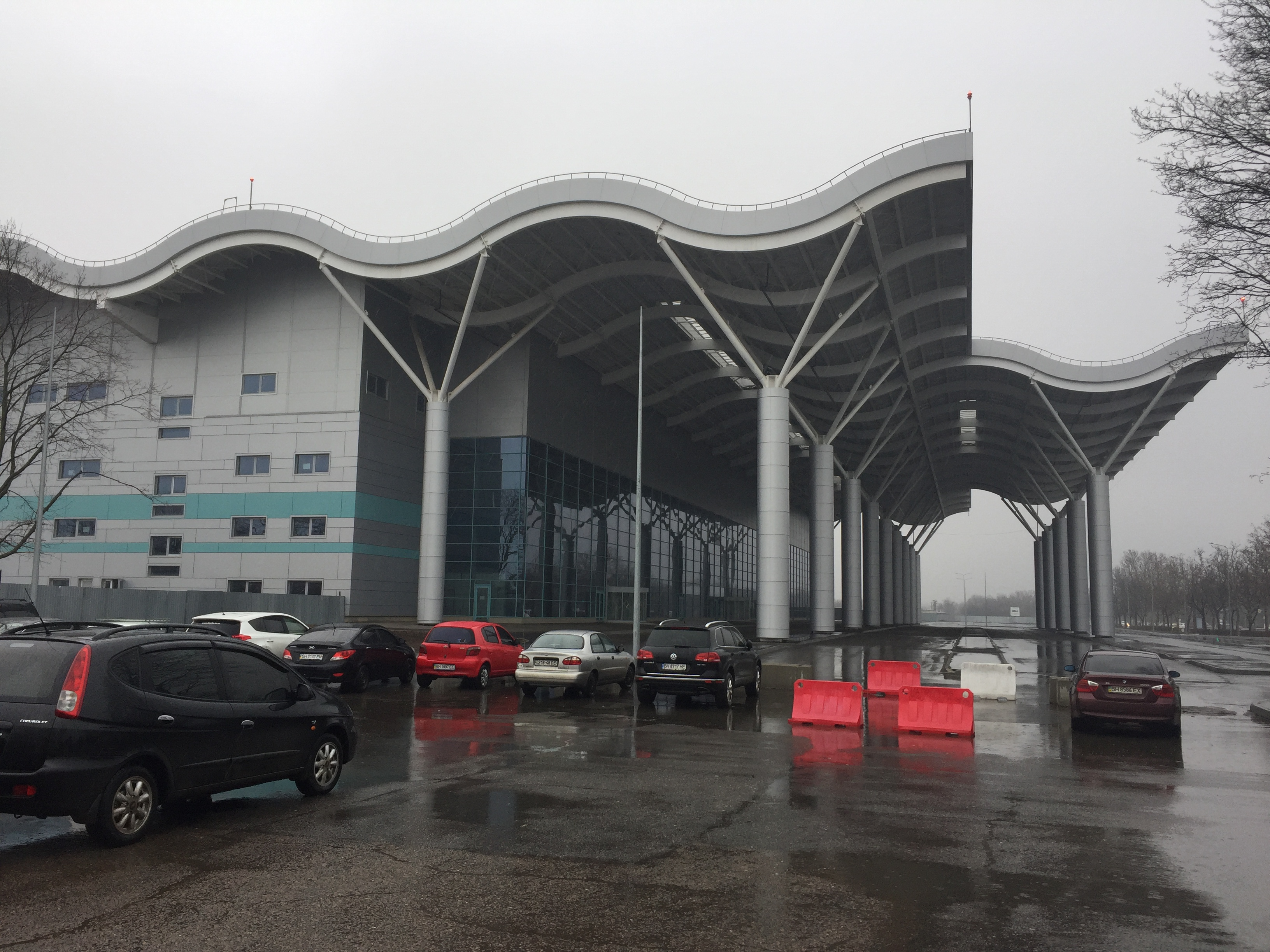
Flughafen

Der Hafen Odessa ist, neben dem nahegelegenen Tschornomorsk sowie Mykolajiw, Cherson und Sewastopol, einer der wichtigsten Häfen der Ukraine. Im Containerterminal Odessa wurden 2012 mehr als 329.000 TEU ISO-Container umgeschlagen.
Von Odessa aus bestehen Straßen- und Eisenbahnverbindungen ins Hinterland, vor allem nach Galizien, Podolien und die Republik Moldau, sowie in die Hauptstadt Kiew.
Die wichtigsten internationalen Fernstraßen sind:
- M 05 nach Kiew
- M 14 nach Mariupol
- M 15 nach Ismajil
- M 16 nach Kutschurhan
- M 27 nach Tschornomorske
- M 28 nach Juschne

Die Geschichte der Odessaer Eisenbahnen ist mit Sergei Juljewitsch Witte verbunden, bereits 1865 wurde die erste Strecke der Odessaer Eisenbahn eröffnet, zentraler Ausgangspunkt war und ist der Hauptbahnhof Odessa (Odessa-Holowna). Folgende Eisenbahnstrecken existieren derzeit:
- Bahnstrecke Bachmatsch–Odessa
- Bahnstrecke Krasne–Odessa
- Bahnstrecke Odessa–Basarabeasca

Der Flughafen der Stadt liegt im Südwesten und verfügt über nationale und internationale Flugverbindungen.
Der öffentliche Nahverkehr begann 1880 mit der als Pferdebahn eröffneten Straßenbahn Odessa. Der gesamte öffentliche Verkehr wird mittels Trolleybussen, Autobussen, Trams und Marschroutki-Taxi abgewickelt. Die Errichtung einer U-Bahn-Strecke ist wegen der Katakomben unterhalb weiter Teile des Stadtgebietes nicht möglich.
Erwähnenswert ist darüber hinaus eine Standseilbahn, die den Höhenunterschied zwischen dem Hafen und dem Stadtzentrum neben der Potemkinschen Treppe überwindet. Alle genannten Verkehrsmittel gehören zur Odesgorelektrotrans, dem städtischen Verkehrsunternehmen.

### Hochschulen und weitere Bildungseinrichtungen

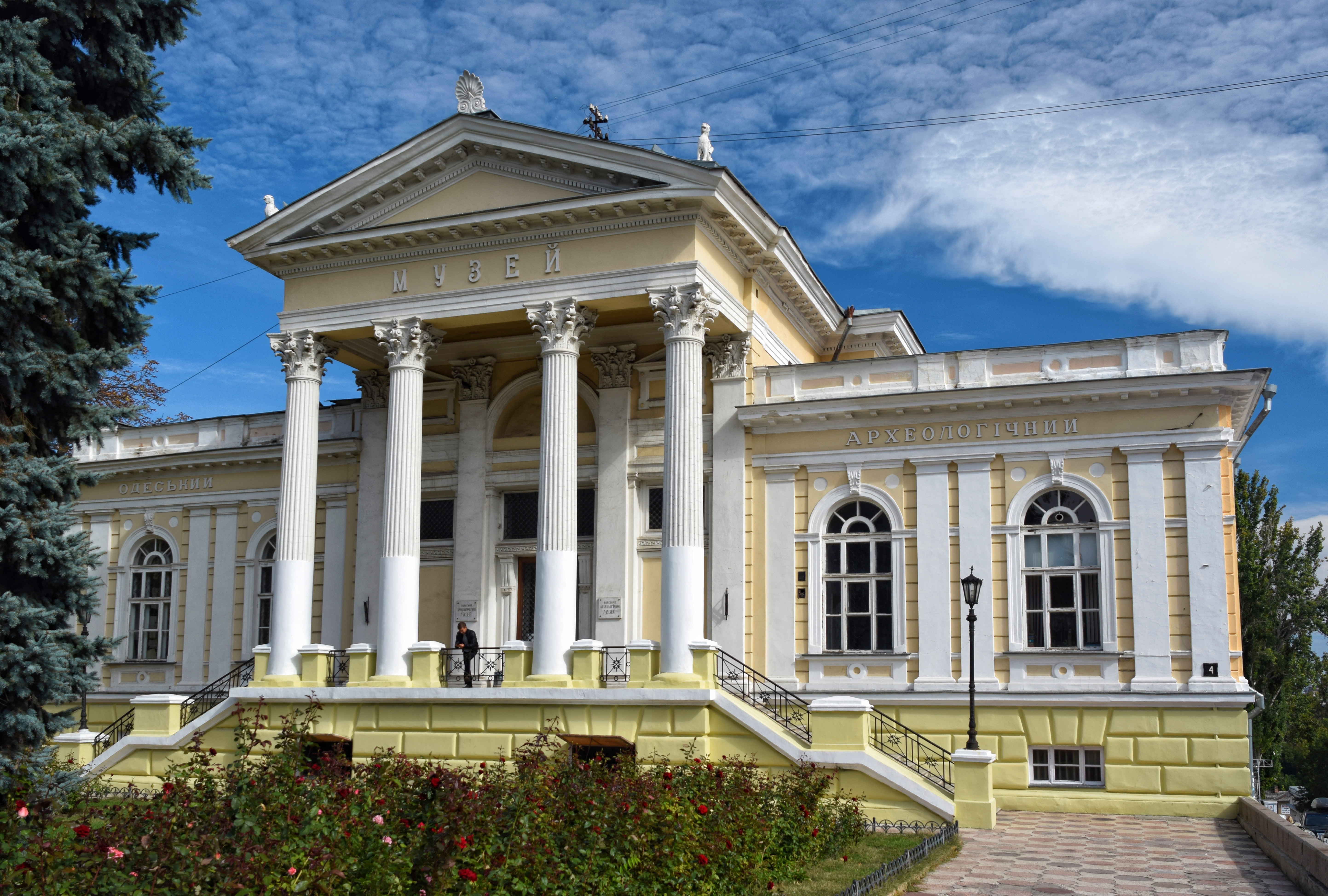
Archäologisches Museum Odessa

Die Kaiserliche Neurussland-Universität wurde am 13. Mai 1865 eröffnet, 1945 wurde sie nach dem russisch-ukrainischen Träger des Nobelpreises für Physiologie oder Medizin Ilja Metschnikow in Staatliche I.I. Metschnikow Universität Odessa umbenannt. Heute heißt sie Nationale Ilja-Iljitsch-Metschnikow-Universität Odessa. Unter anderem betreibt sie das Astronomische Observatorium Odessa.
Weitere Universitäten in Odessa sind die am 18. September 1918 gegründete Staatliche Polytechnische Universität Odessa, die Staatliche Marineuniversität Odessa, die um 1900 gegründete Nationale Medizinische Universität Odessa, die Südukrainische Staatliche Pädagogische K.-D.-Uschinski-Universität Odessa (nach dem russischen Pädagogen Konstantin Dmitrijewitsch Uschinski (1824–1871)) und die Nationale Wirtschaftsuniversität Odessa. Darüber hinaus gibt es das Konservatorium Odessa sowie einige weitere Akademien in Odessa wie beispielsweise die Militärakademie Odessa.

### Ausstellungen, Festivals, Messen (Auswahl)
- InterAgroBusiness: – Internationale Fachmesse für Landwirtschaft, Landtechnik, Viehzucht, Öko-Landbau und Bioenergie
- Wine & Winemaking: Internationale Fachmesse für Wein, Weinherstellung und Weinbau
- Seit 2015 findet Ende September / Anfang Oktober das Internationale Literaturfestival Odessa (Міжнародний літературний фестиваль в Одесі, МЛО) statt.[43][44][45]

## Politik

### Allgemeines
Im Juli 1994 wurde Eduard Hurwiz zum Bürgermeister gewählt. Im März 1998 erfolgte seine Wiederwahl, doch wurde stattdessen sein Konkurrent Rouslan Bodelan mit Hilfe der Justiz Bürgermeister und Hurwiz floh nach Israel. Bei der Wahl 2002 traten wieder beide an, und Bodelan gewann. 2005 erklärte ein Gericht die Wahl für ungültig und ernannte stattdessen Hurwiz zum Bürgermeister. Bodelan ging nach Russland. Bei der folgenden Wahl 2006 wurde Hurwiz zum Bürgermeister gewählt. Bei den Bürgermeisterwahlen 2010 trat Hurwiz für die „Front Smin“ von Arsenij Jazenjuk an, doch verlor er gegen den Kandidaten der Partei der Regionen, Oleksij Kostussew, der bis dato dem Antimonopolkomitee vorstand. Dieser trat von seinem Amt jedoch nach nur einer Legislaturperiode wieder ab. Amtierender Bürgermeister der Stadt ist seit dem 25. Mai 2014 Hennadij Truchanow, der wie sein Vorgänger für die Partei der Regionen zur Wahl stand.

### Städtepartnerschaften

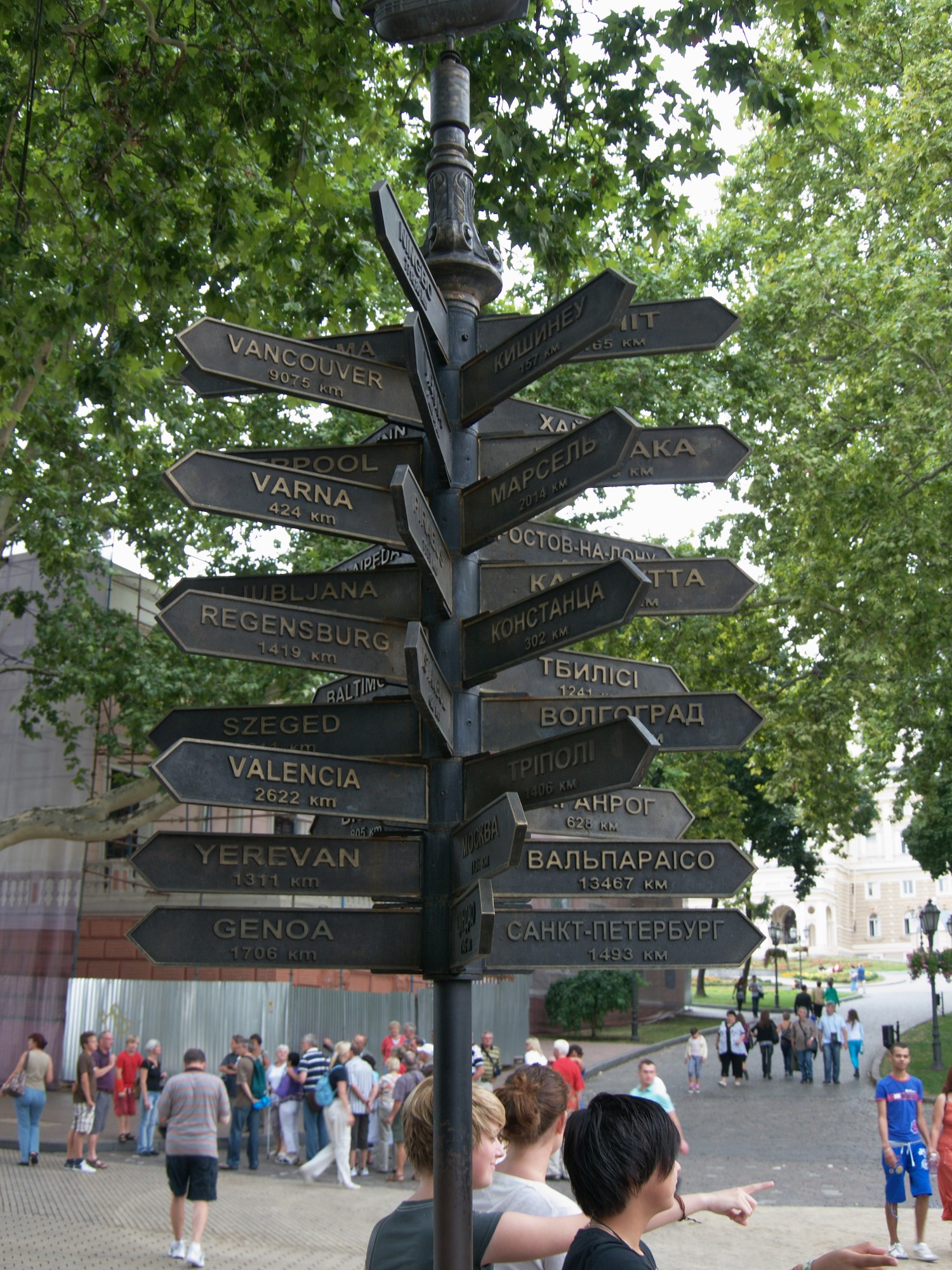
Wegweiser zu den Bruder- oder Partnerstädten (am Rathaus)

Odessa unterhält mit rund 40 Städten aus zahlreichen Ländern Beziehungen, die nach eigener Darstellung in Bruderstädte und Partnerstädte unterschieden werden.
Die Schilder mit den Städten der Russischen Föderation auf dem Denkmal Wegweiser zu den Bruder- oder Partnerstädten wurden 2022 auf Beschluss des Exekutivkomitees von Odessa wegen der Invasion Russlands in die Ukraine entfernt.

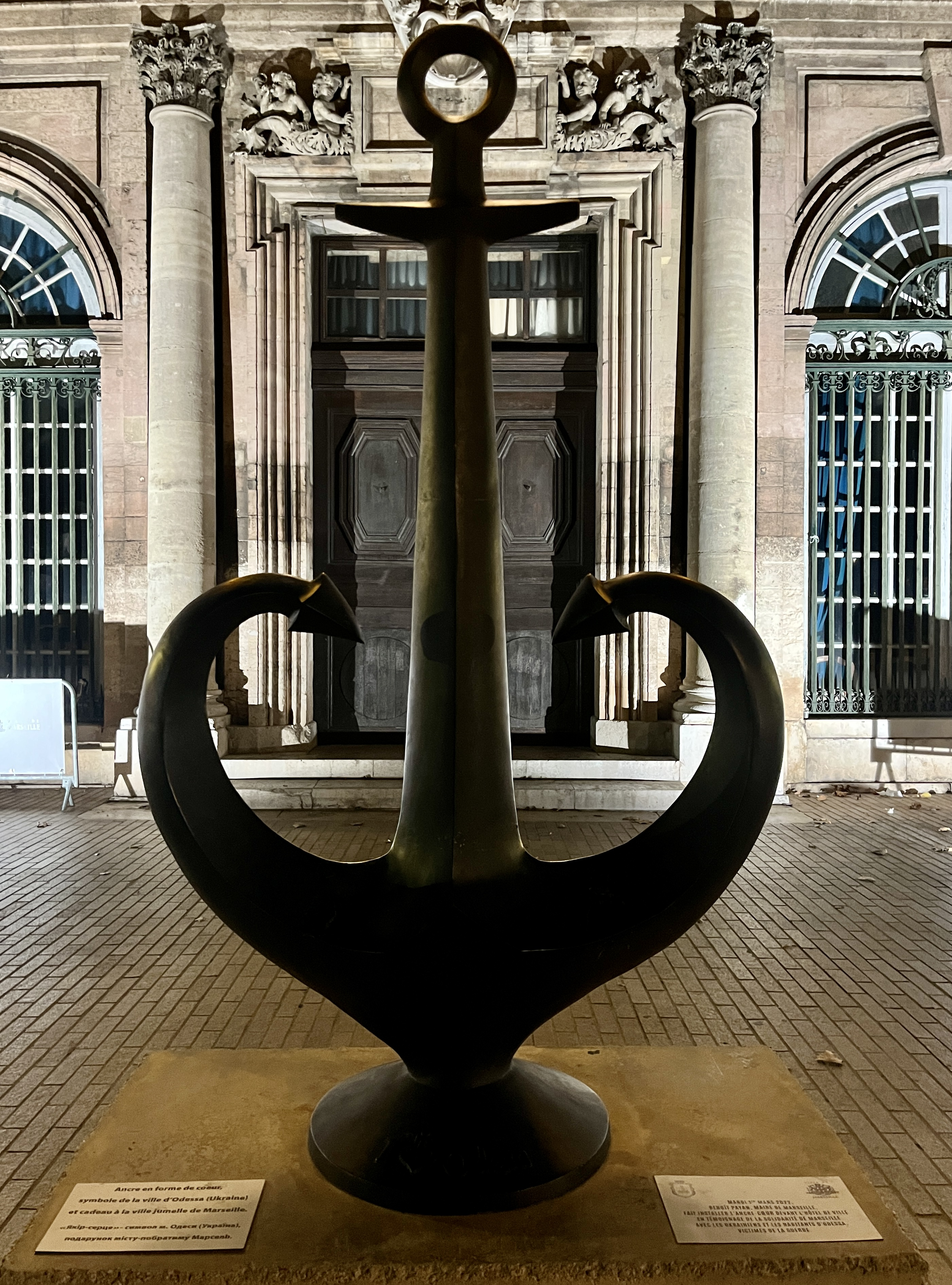
Herzförmiger Anker vor dem Rathaus von Marseille, Frankreich (Bruderschaft mit Odessa)

Aktuelle Liste 2023:
| Stadt       | Land                   | seit | Typ          |
| ----------- | ---------------------- | ---- | ------------ |
| Alexandria  | Ägypten                | 1968 | Bruderstadt  |
| Baltimore   | Vereinigte Staaten     | 1975 | Bruderstadt  |
| Bremen      | Deutschland            | 2023 | Bruderstadt  |
| Brest       | Belarus                | 2004 | Partnerstadt |
| Chișinău    | Moldau                 | 1994 | Bruderstadt  |
| Constanța   | Rumänien               | 1991 | Bruderstadt  |
| Danzig      | Polen                  | 1996 | Partnerstadt |
| Genua       | Italien                | 1972 | Bruderstadt  |
| Haifa       | Israel                 | 1992 | Bruderstadt  |
| Istanbul    | Türkei                 | 1997 | Bruderstadt  |
| Jerewan     | Armenien               | 1995 | Bruderstadt  |
| Kalkutta    | Indien                 | 1986 | Bruderstadt  |
| Klaipėda    | Litauen                | 2004 | Partnerstadt |
| Larnaka     | Zypern                 | 2004 | Partnerstadt |
| Liverpool   | Vereinigtes Königreich | 1957 | Bruderstadt  |
| Łódź        | Polen                  | 1993 | Bruderstadt  |
| Marseille   | Frankreich             | 1973 | Bruderstadt  |
| Marrakesch  | Marokko                | 2019 | Partnerstadt |
| Miami Beach | Vereinigte Staaten     | 2022 | Partnerstadt |
| Minsk       | Belarus                | 1996 | Partnerstadt |
| Mombasa     | Kenia                  | 2021 | Partnerstadt |
| Nikosia     | Zypern                 | 1996 | Bruderstadt  |
| Ningbo      | Volksrepublik China    | 2008 | Partnerstadt |
| Oulu        | Finnland               | 1957 | Bruderstadt  |
| Piräus      | Griechenland           | 1993 | Bruderstadt  |
| Qingdao     | Volksrepublik China    | 1993 | Bruderstadt  |
| Regensburg  | Deutschland            | 1990 | Bruderstadt  |
| Split       | Kroatien               | 1964 | Bruderstadt  |
| Szeged      | Ungarn                 | 1961 | Bruderstadt  |
| Tallinn     | Estland                | 1997 | Partnerstadt |
| Tiflis      | Georgien               | 1996 | Partnerstadt |
| Valparaíso  | Chile                  | 2004 | Partnerstadt |
| Vancouver   | Kanada                 | 1944 | Bruderstadt  |
| Venedig     | Italien                | 2022 | Partnerstadt |
| Warna       | Bulgarien              | 1992 | Bruderstadt  |
| Warschau    | Polen                  | 2010 | Partnerstadt |
| Wien        | Österreich             | 2006 | Partnerstadt |
| Yokohama    | Japan                  | 1965 | Bruderstadt  |
| Mainz       | Deutschland            | 2024 | Partnerstadt |

## Bauwerke, Parks und weiteres

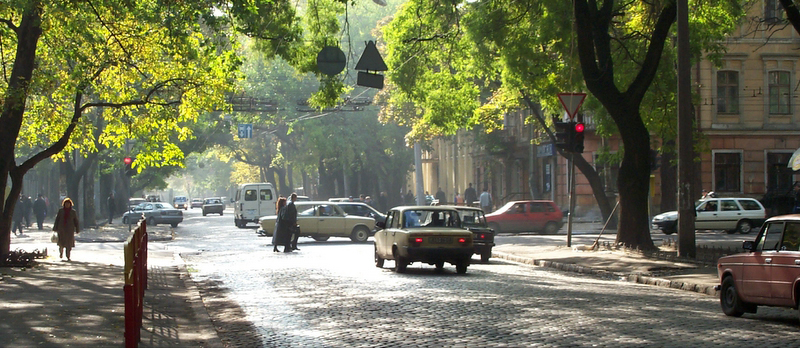
Typischer Straßenzug

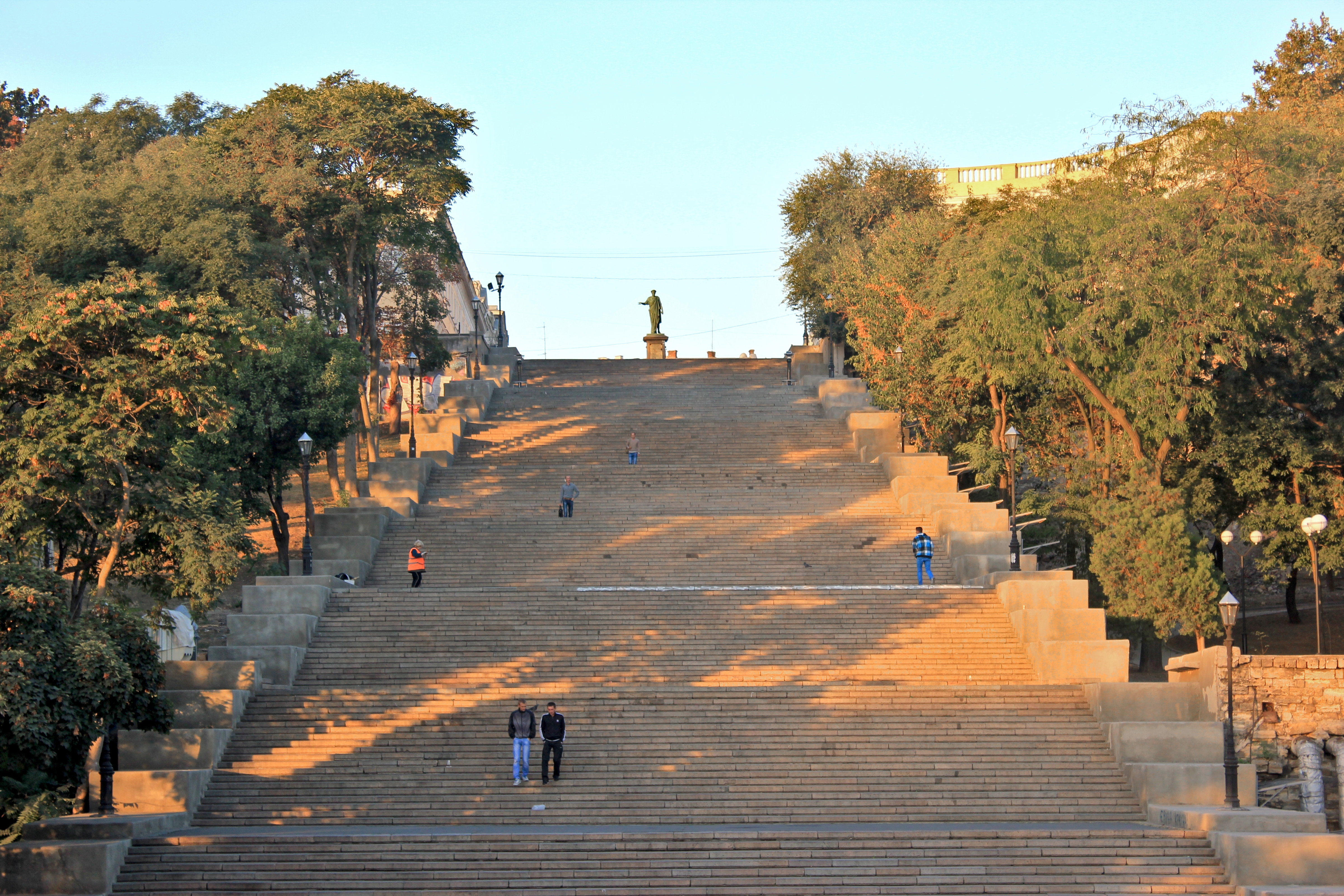
Potemkinsche Treppe

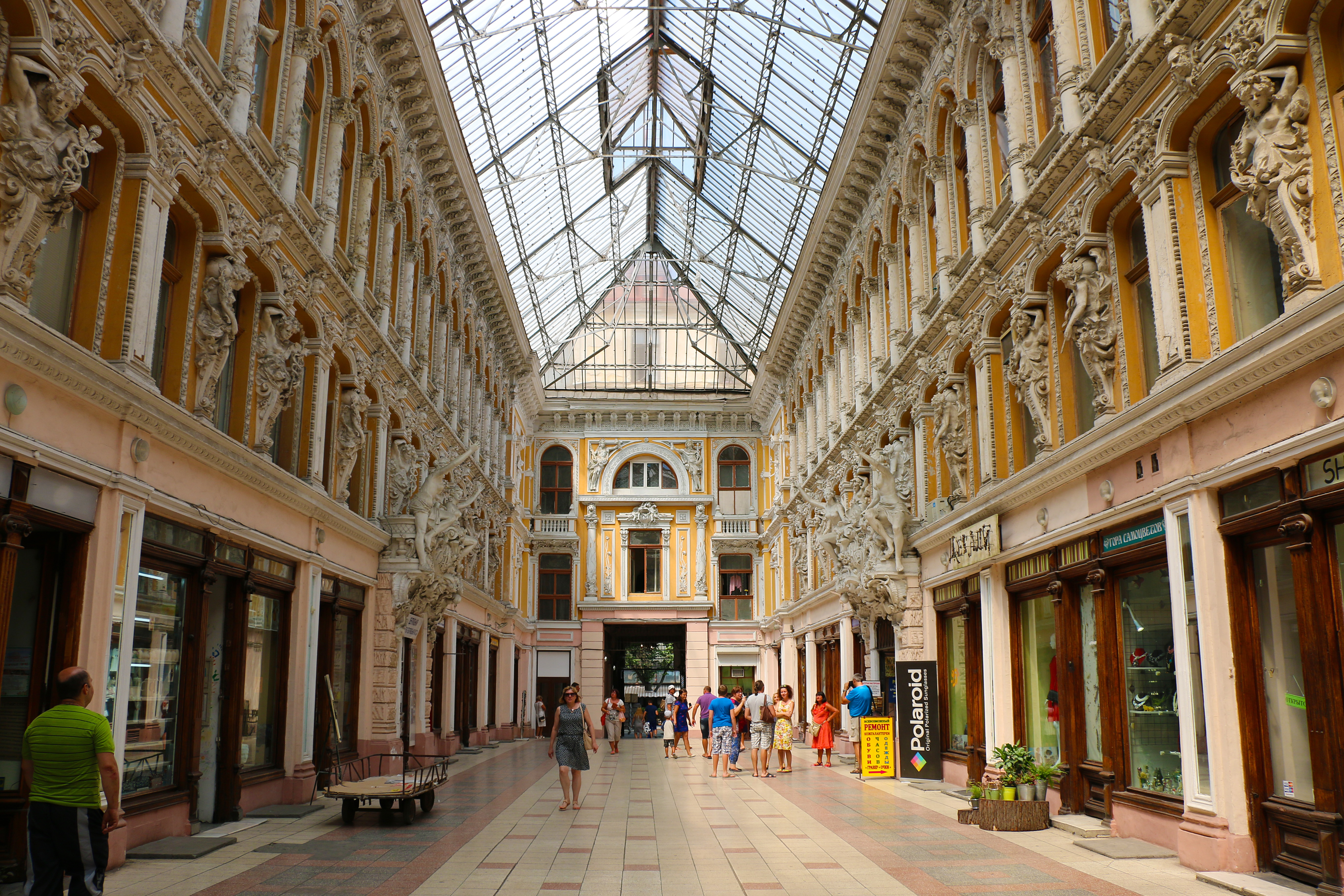
Passage

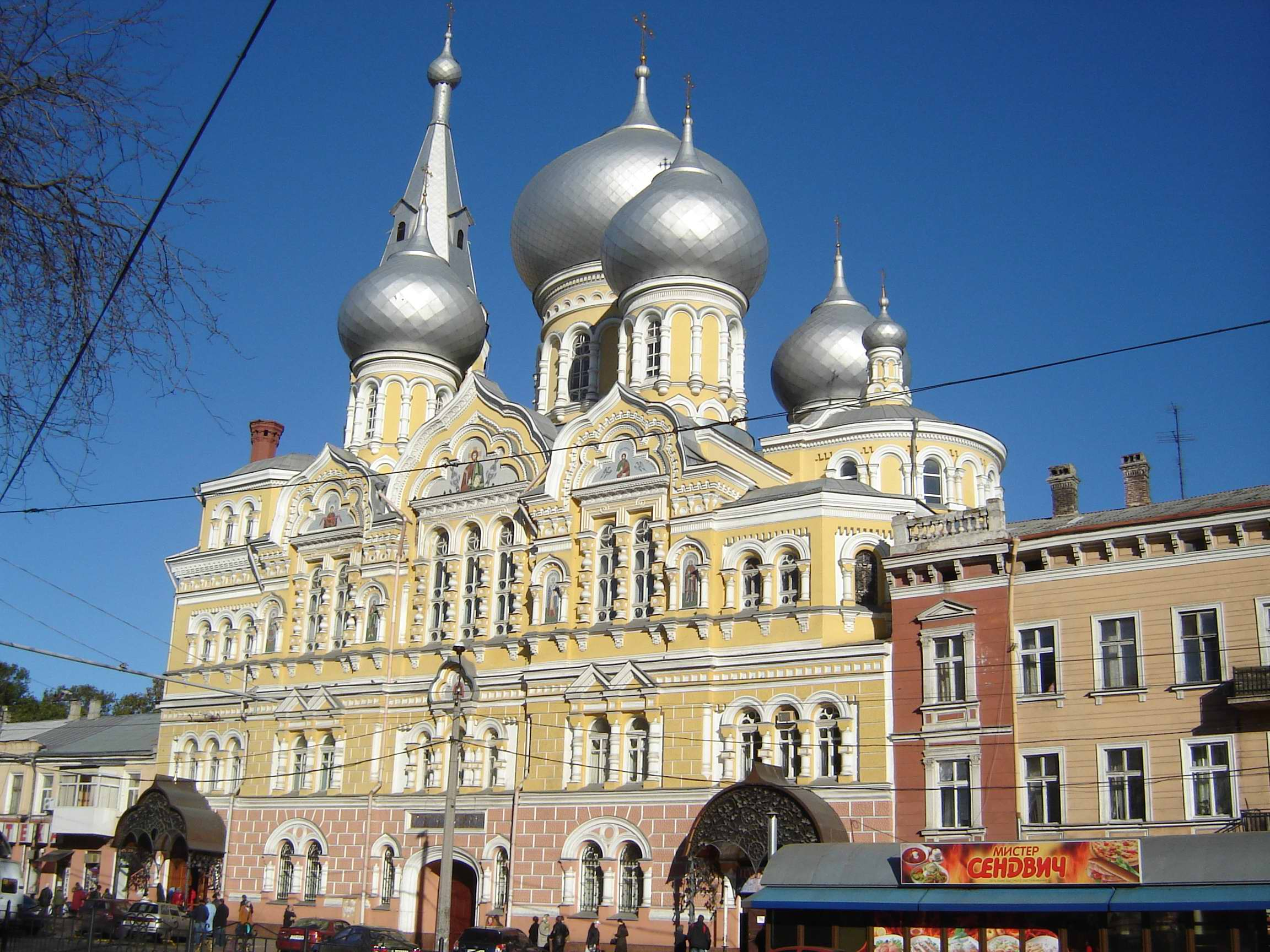
Panteleimon-Kloster

### Gebäude
Die historische Altstadt wurde am 25. Januar 2023 in die Liste des UNESCO-Weltkulturerbes aufgenommen.
- Wahrzeichen Odessas ist die Potemkinsche Treppe von der Altstadt zum Hafen. Dort steht die Kanone des englischen Schiffs Tigris, das während des Krimkriegs sank.
- Opernhaus Odessa (Teatr operi ta baletu)
- Philharmonie Odessa
- Palais Kinsky, hier übernachteten Winston Churchill und seine Gefolgsleute vor dem Treffen von Jalta.
- Haus der Wissenschaftler (früher Tolstoi-Palais)
- Woronzowpalast
- Nationale Wissenschaftliche Bibliothek Odessa
- Haus Falz-Fein, Herrenhaus der deutschstämmigen Familie Falz-Fein

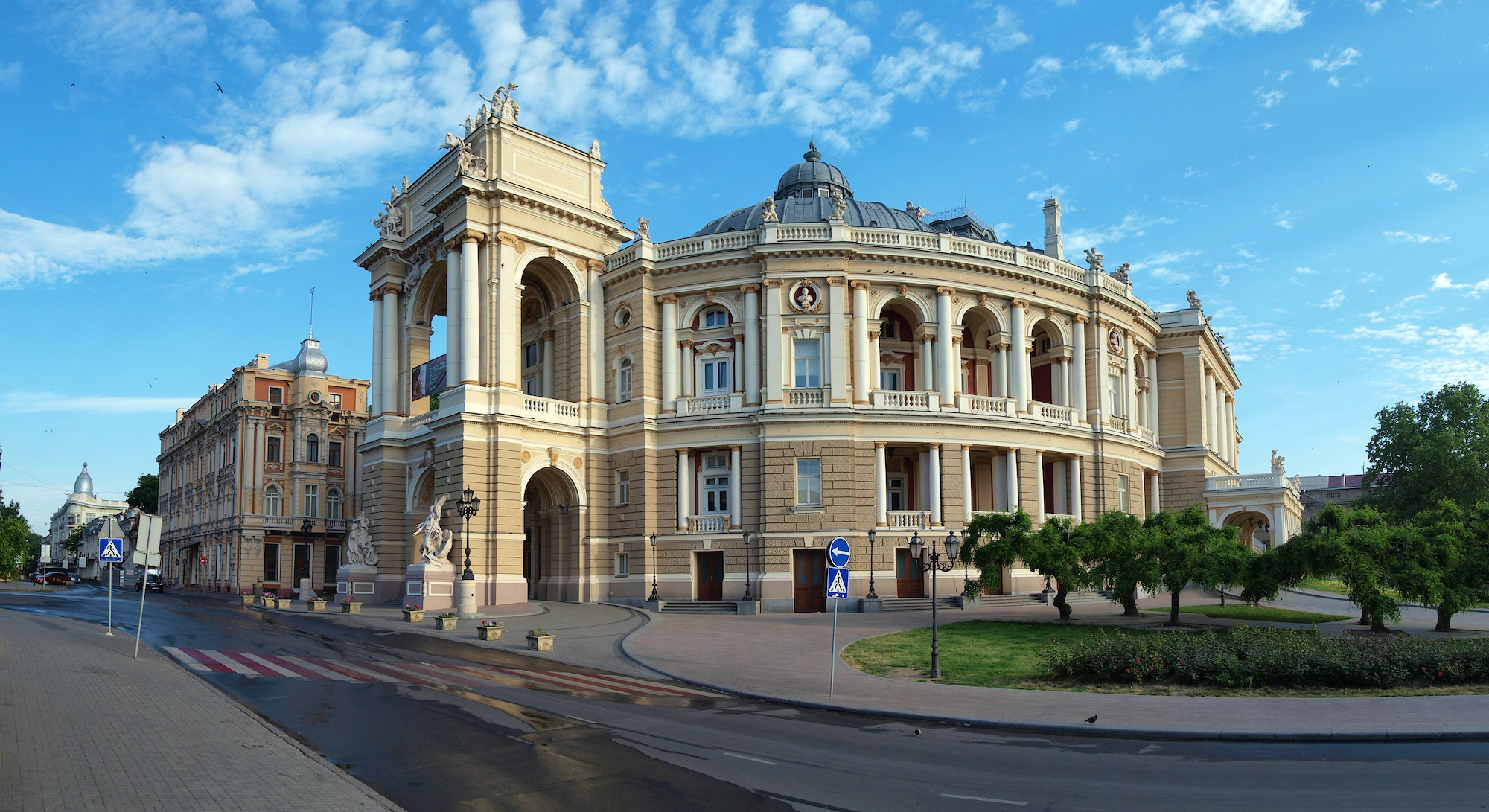
Opernhaus

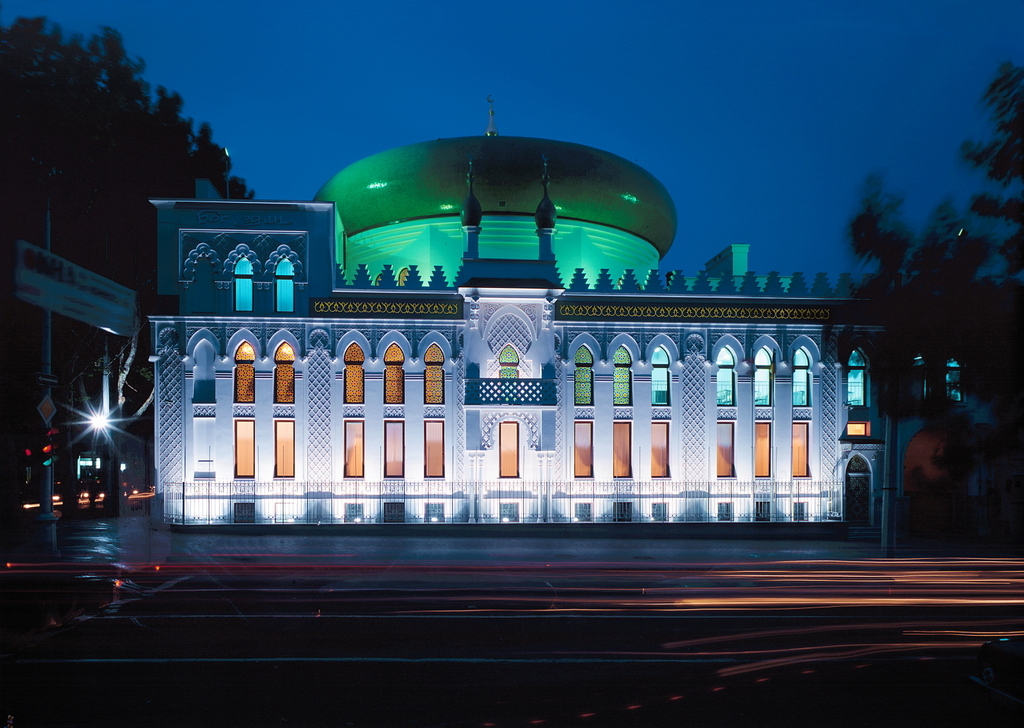
Arabisches Kulturzentrum und Moschee

- Hauptpostamt Odessa
- Kotzebue-Brücke
- Hotel Bristol

### Denkmäler (Auswahl)
- Iwan Franko
- Bohdan Chmelnyzkyj
- Antin Holowaty
- Wera Wassiljewna Cholodnaja
- Adam Mickiewicz

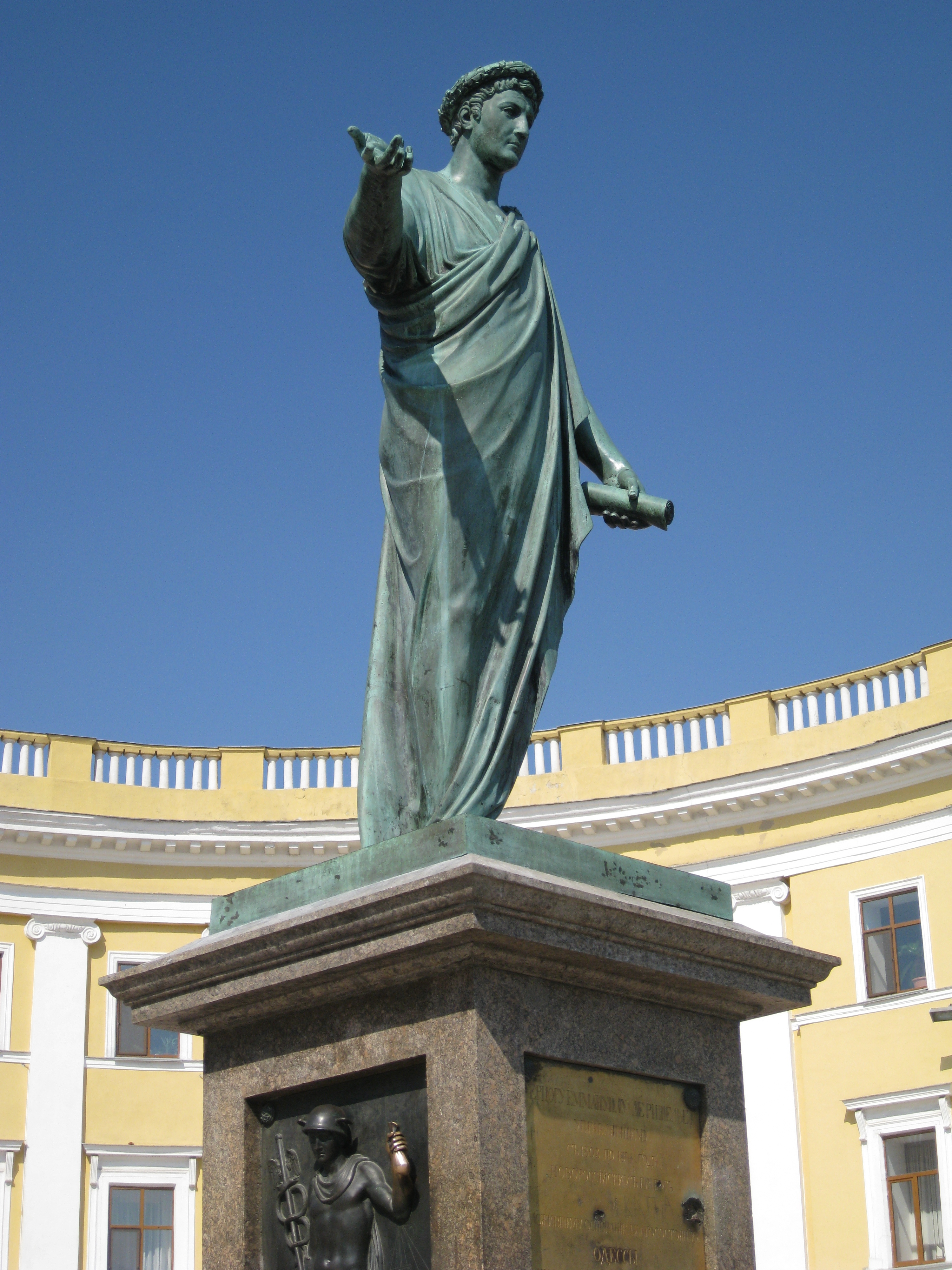
Herzog von Richelieu

- Armand Emmanuel du Plessis, duc de Richelieu (am oberen Ende der Potemkinschen Treppe)
- Taras Schewtschenko
- Michail Woronzow (Generalgouverneur von Neurussland und Bessarabien, auf dem Kathedralenplatz)
- Goldenes Kind von Ernst Iossifowitsch Neiswestny
- Matrosendenkmal im Schewtschenkopark
- Darth Vader (ehemaliges Lenindenkmal)[53]

### Kirchen und Klöster
- Verklärungskathedrale auf dem Kathedralen-Platz (Soborka)
- Deutsche Evangelisch-Lutherische Kirche St. Paul
- Uspenski-Kathedrale
- Armenische Kirche auf dem Gagarinplateau
- Griechisch-Orthodoxe Kirche
- Kirche des heiligen Elias
- Kirche des heiligen Panthelemon
- Kirche der heiligen Muttergottes
- Polnische Kirche / Kirche des heiligen Petrus
- Frauenkloster Erzengel Michael
- Uspenski-Mönchskloster
- mehrere Synagogen

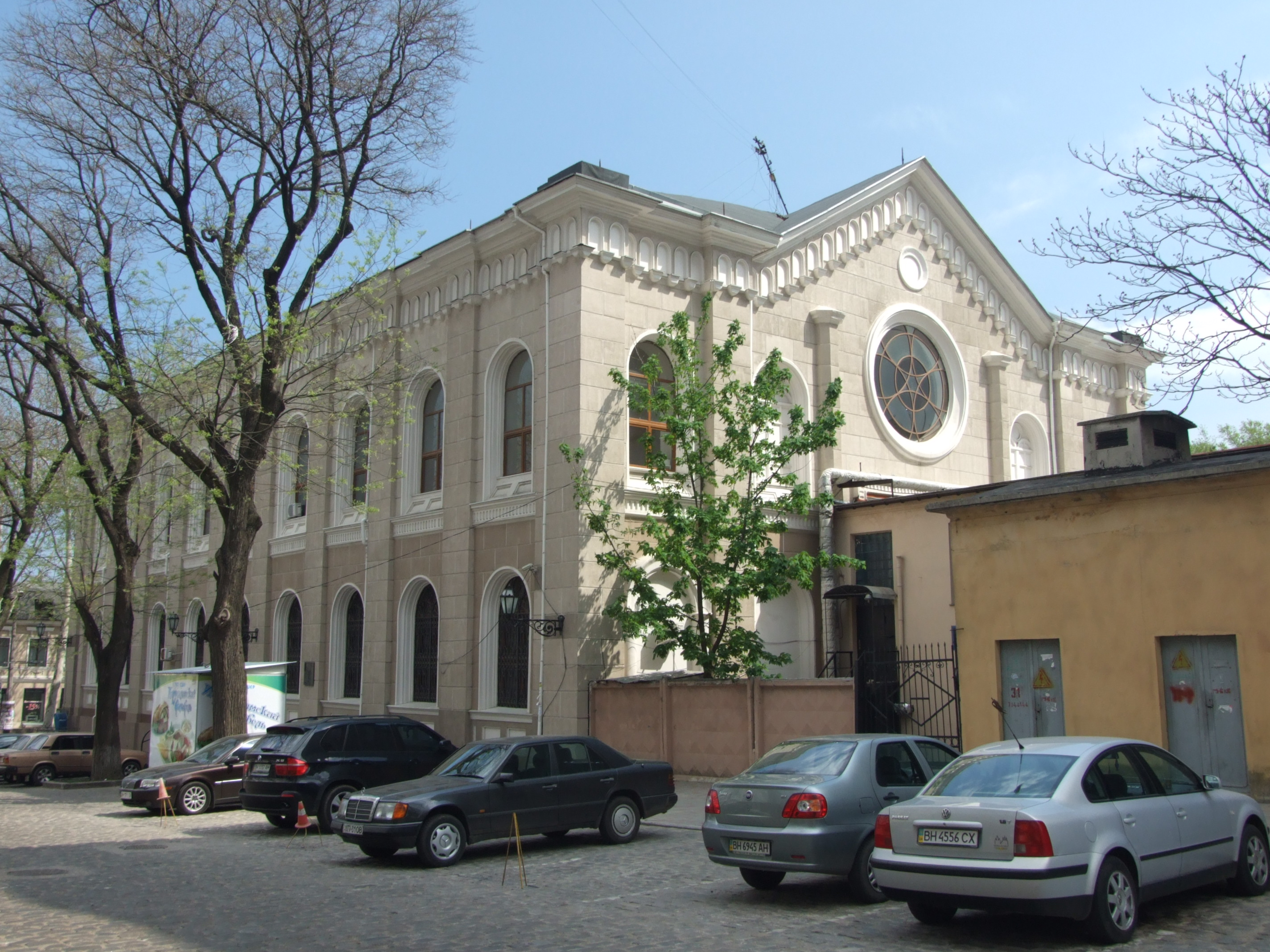
Or-Sameach-Synagoge
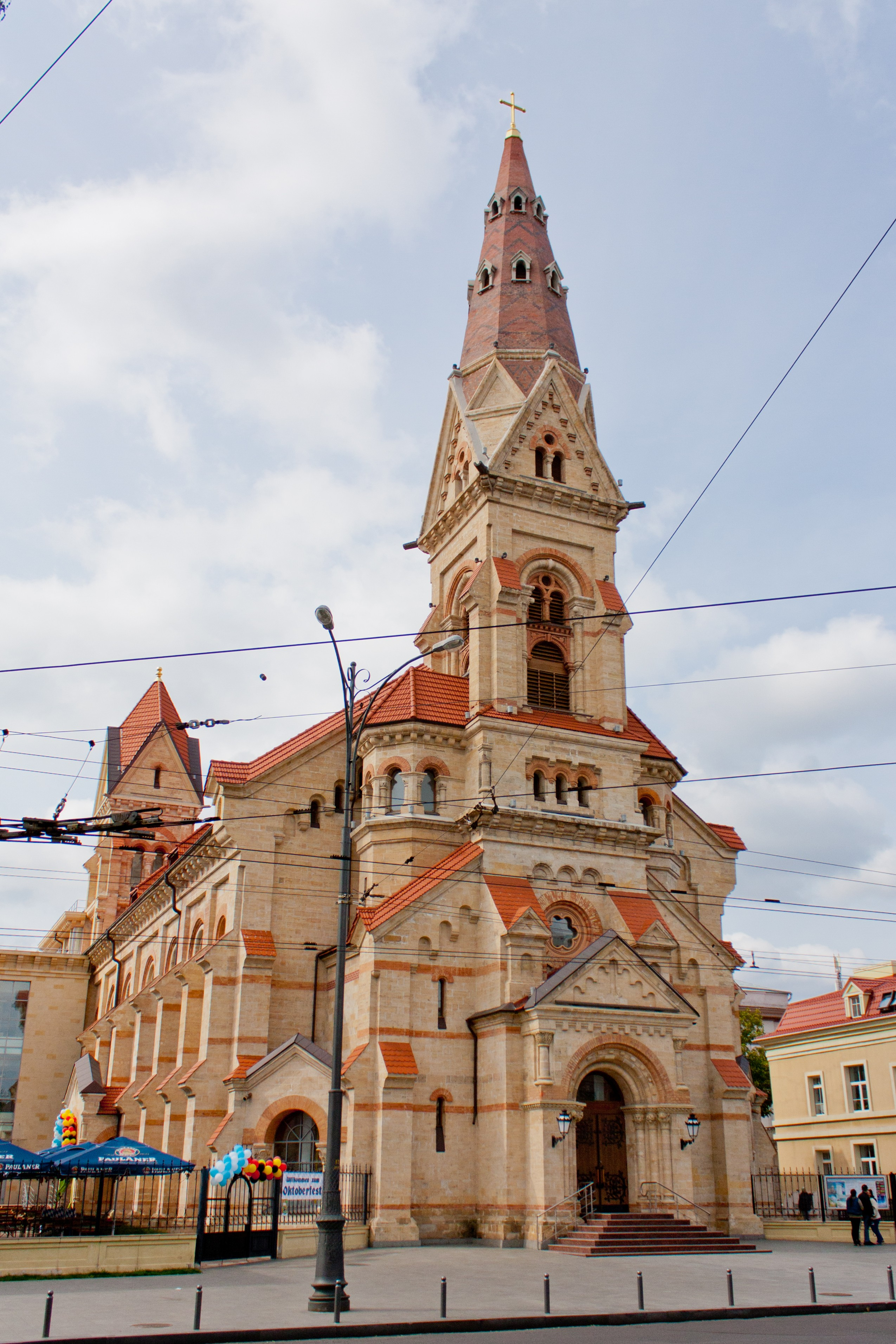
Deutsche Evangelisch-Lutherische Kirche St. Paul
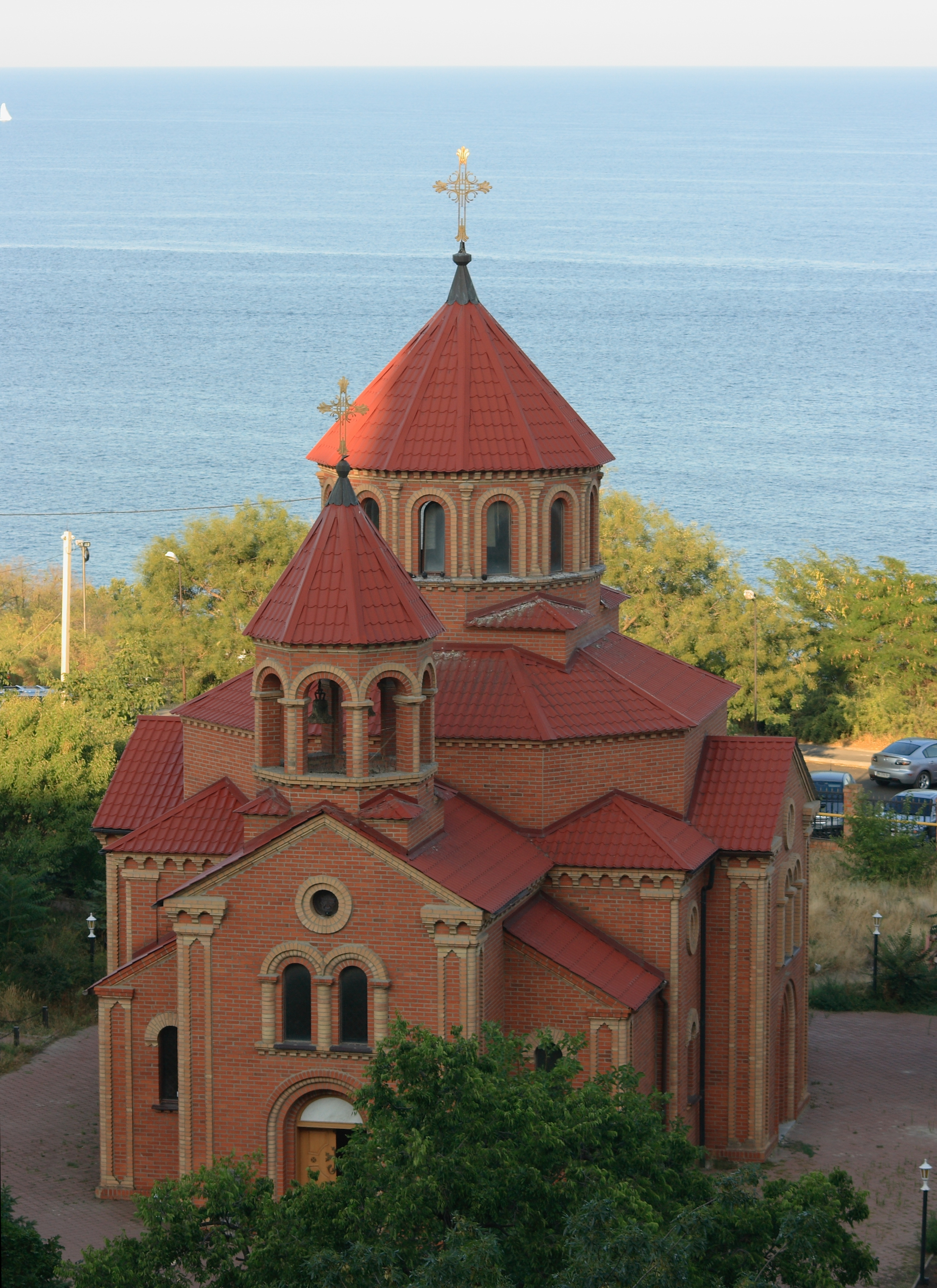
Armenische Kirche

### Museen und Kunstgalerien
- Archäologisches Museum
- Heimatkundemuseum
- Nationales Kunstmuseum Odessa
- Literaturmuseum
- Museum für westeuropäische und orientalische Kunst
- Sammlungen von Oleksandr Bleschtschunow

### Parks, Plätze und Gärten
- Stadtpark (Міський сад)[54]
- Botanischer Garten Odessa (Ботанічний сад)[55]
- Schewtschenko-Park (Парк Шевченка)[55]
- Park des Sieges (Парк Перемоги)[55]
- Griechischer Platz
- Zoologischer Garten (Зоопарк)[56]
- Delfinarium Odessa

### Prospekte und Katakomben
- Die Flaniermeile Derybasiwska ist benannt nach dem Gründer der Stadt, Admiral José de Ribas.
- Die Katakomben von Odessa bestehen aus einem Netz unterirdischer Gänge und Labyrinthe und sind für Besucher geöffnet. Hier versteckten sich Partisanen während des Zweiten Weltkriegs.[57]

## Sport (Auswahl)
Außer einer Vielzahl von Sportvereinen sind insbesondere folgende zu nennen:
- Der bekannteste Fußballverein der Stadt ist Tschornomorez Odessa. Der Klub spielt in der Premjer-Liha, der ersten ukrainischen Liga. Das Stadion Zentralstadion Tschornomorez (auch als Schwarzmeerstadion bezeichnet) diente als Ausweichstadion für die Fußball-Europameisterschaft 2012.
- Die Box-Klubs der Stadt spielen eine bedeutende Rolle, beispielsweise Sparta Odessa.[58]